# Toni Negri
Antonio Negri, detto Toni (Padova, 1º agosto 1933 – Parigi, 16 dicembre 2023), è stato un filosofo, politologo, attivista, saggista, accademico e politico italiano.
Tra gli anni sessanta e gli anni settanta, fu uno dei maggiori teorici del marxismo operaista. Dagli anni ottanta in poi, si dedicò allo studio del pensiero politico di Baruch Spinoza, contribuendo, con Louis Althusser e Gilles Deleuze, alla sua riscoperta teorica. In collaborazione poi con Michael Hardt, ha scritto libri di teoria politica contemporanea.
Accanto alla sua attività teorica, ha svolto una intensa attività di militanza politica, come cofondatore e teorico militante delle organizzazioni della sinistra extraparlamentare Potere Operaio e Autonomia Operaia. Fu incarcerato e processato, all'interno del processo 7 aprile, con l'accusa di aver partecipato ad atti terroristici e d'insurrezione armata. Venne, tuttavia, assolto da queste imputazioni, per poi venire condannato a 14 anni di carcere per associazione sovversiva e concorso morale nella rapina di Argelato.

## Attività politica e vicende giudiziarie
Inizialmente vicino ai movimenti del cattolicesimo sociale, poi per lungo tempo iscritto al PSI (presso cui militava in seno alle sue frange di sinistra interna), e per il quale ricoprì anche diversi ruoli organizzativo-amministrativi e cariche istituzionali a livello comunale e provinciale per la propria regione natia, Negri fu poi tra i fondatori di Potere Operaio (1969) e successivamente di Autonomia Operaia, due importanti gruppi operaisti della sinistra extraparlamentare, dei quali fu uno dei massimi teorici ed ideologi.
A causa delle sue teorizzazioni politico-sociali e per il sostegno intellettuale mostrato più volte nei confronti della lotta armata e della violenza di classe, soprattutto se inscritte nel più ampio contesto degli anni di piombo e poste in relazione alle sue vicende giudiziarie, fu ripetutamente additato quale «cattivo maestro» per i giovani da parte di molti dei suoi detrattori. Nel 1979, già affermato docente universitario di filosofia, venne indagato, arrestato e - dopo quattro anni e mezzo di carcerazione preventiva - processato per «complicità politica e morale» con il gruppo terroristico delle Brigate Rosse in una controversa e discussa inchiesta giudiziaria chiamata giornalisticamente processo 7 aprile, per la quale era indicato in pratica come il cervello in capo a tutto il mondo della sinistra eversiva in Italia. Sarà condannato in via definitiva a 12 anni di carcere, ai quali ne vennero aggiunti successivamente altri negli anni novanta, per i reati di associazione sovversiva e concorso morale in rapina, scontandone in totale dieci, di cui gli ultimi quattro in semilibertà.
In merito a ciò, Negri proclamò sempre la propria innocenza, dichiarandosi vittima di errore giudiziario o asserendo d'essere stato condannato per un reato d'opinione.
Amnesty International, organizzazione non governativa impegnata nella difesa dei diritti umani nel mondo, criticò alcuni aspetti del cosiddetto "7 aprile". In particolare, criticò l'eccessiva lunghezza della carcerazione preventiva e della lunga attesa degli imputati prima di essere sentiti dal giudice. Alcuni di loro, rilevò l'Amnesty, attesero fino a 44 mesi l'inizio del processo.
Francesco Cossiga, all'epoca del processo Ministro dell'interno, oltreché autore di quelle stesse leggi in base alle quali Toni Negri venne sottoposto a processo e condannato, ebbe in seguito a dichiarare: «Nei confronti di Toni Negri fu condotta un’azione giudiziaria che ricorda, mutatis mutandis, Mani pulite. I classici teoremi dei magistrati di sinistra (...) l'arresto di Negri «fu un'ingiustizia (...), (...) si sarebbe meritato una piccola condanna per aver incitato qualche studente (...), ha pagato un prezzo sproporzionato alle sue responsabilità» e «fu una vittima del giacobinismo giustizialista».
Candidato dal Partito Radicale per le elezioni politiche del 1983, quale loro simbolico portabandiera per la riforma dell'istituto dell'immunità parlamentare e la modifica delle cosiddette "leggi speciali" emanate in quegl'anni turbolenti che consentivano, tra le altre, la carcerazione preventiva di oltre dieci anni, Negri fu eletto alla Camera dei deputati e, potendo perciò usufruire dell'immunità, uscì di prigione. Successivamente, il giorno antecedente quello del voto alla Camera per l'autorizzazione a procedere nei suoi confronti (a cui s'astennero a suo svantaggio proprio i radicali), decise d'espatriare in Francia. Lì poté beneficiare della dottrina Mitterrand, che negava appunto l'estradizione e concedeva asilo per i reati che il governo di Parigi riteneva "a sfondo politico", e vi prese a insegnare presso l'Università di Parigi 8, la Sorbona, l'École Normale Supérieure e il Collegio Internazionale di Filosofia.
Nel 1997, dopo un patteggiamento, tornò in Italia, dove scontò una pena ridotta, parzialmente in carcere (fino al 1999), poi in semilibertà, fino alla scarcerazione e alla fine pena nel 2003.
Nel 2002 pubblicò uno dei suoi maggiori saggi, internazionalmente noto, Impero, scritto assieme a Michael Hardt e fortemente critico della globalizzazione liberista e del moderno imperialismo, e che egli rilegge come una nuova occasione di rivoluzione.

## Biografia
Toni Negri nasce a Padova il 1º agosto del 1933 da una famiglia cattolica laica, per Romano Alquati «di estrazione sociale piuttosto umile», mentre, per Pino Buongiorno, alquanto benestante. Suo padre, originario di Bologna, proveniva da una famiglia operaia di fede comunista, prese attivamente parte alla fondazione del Partito Comunista d'Italia e perì durante il secondo anno di vita di Toni, lasciandolo, assieme alla sorella e al fratello maggiori, alle cure della sola moglie. Secondo il parere della moglie e del padre di lui, egli morì a causa delle violenze inflittegli da degli squadristi fascisti (lo stesso Negri ne ipotizza quale possibile concausa anche la malaria contratta durante la Grande Guerra). Sua madre, un'insegnante originaria di Poggio Rusco (in provincia di Mantova), proveniva invece da una famiglia di piccoli proprietari terrieri fascisti, politicamente quasi totalmente neutrale, che lo indirizzò allo studio come mezzo per uscire dalla miseria.
Suo nonno, col quale trascorse diversi anni della sua gioventù a Bologna, era un operaio, anch'egli comunista, che, secondo lo stesso Negri, gli «fece capire cosa fosse la fatica fisica, portare ogni giorno quintali e quintali che ti buttano sulle spalle».
Negri è l'ultimogenito di tre figli. La sorella Anna Maria, futura docente di psicologia fisiologica presso la facoltà di Magistero dell'Università di Padova, nacque nel 1922, e si sposò con un giovane partigiano comunista, Luciano Dell'Antonio, al quale la loro famiglia aveva dato asilo nell'inverno del 1943-1944, dopo che la sua brigata era stata sterminata in montagna, e che, assieme al nonno paterno, fu il suo mentore politico. Suo fratello Enrico, invece, nacque nel 1927 e, all'età di sedici anni, s'invaghì dell'idea nazionalista, arruolandosi nella brigata bersaglieri Mussolini, trovando così la morte il medesimo anno in Jugoslavia, pochi giorni prima dell'armistizio di Cassibile. Secondo altre fonti, morì invece in uno scontro a fuoco con dei partigiani, mentre, secondo altre ancora, si tolse la vita pur di non cadere prigioniero in mano nemica.

### L'Università
Dopo la maturità, conseguita nel 1952 al liceo classico Tito Livio, si iscrisse al corso di laurea in filosofia dell'Università di Padova, dove fu tra gli allievi prediletti di Enrico Opocher, al quale nel 1977 Negri dedicò il libro La forma Stato.
All'università patavina s'inserì negli ambienti della goliardia e fu direttore, nel 1956, del giornale universitario Il Bò (dal nome del palazzo dell'ateneo) e militante e dirigente, per Paolo Ungari (sarà anch'egli allievo dell'Istituto Italiano per gli Studi Storici di Napoli, il "Croce") che lo conobbe dall'Unuri «esponente massimo», dell'Intesa Cattolica padovana (GDIU).
Il 14 luglio 1956 discusse con Umberto Padovani, docente di filosofia morale, la sua tesi di laurea su Dilthey, Meinecke, Weber e Troeltsch intitolata Saggi sullo storicismo tedesco. Dilthey e Meinecke, di cui la prima parte fu pubblicata subito dopo, nel 1958, dall'Istituto Feltrinelli.

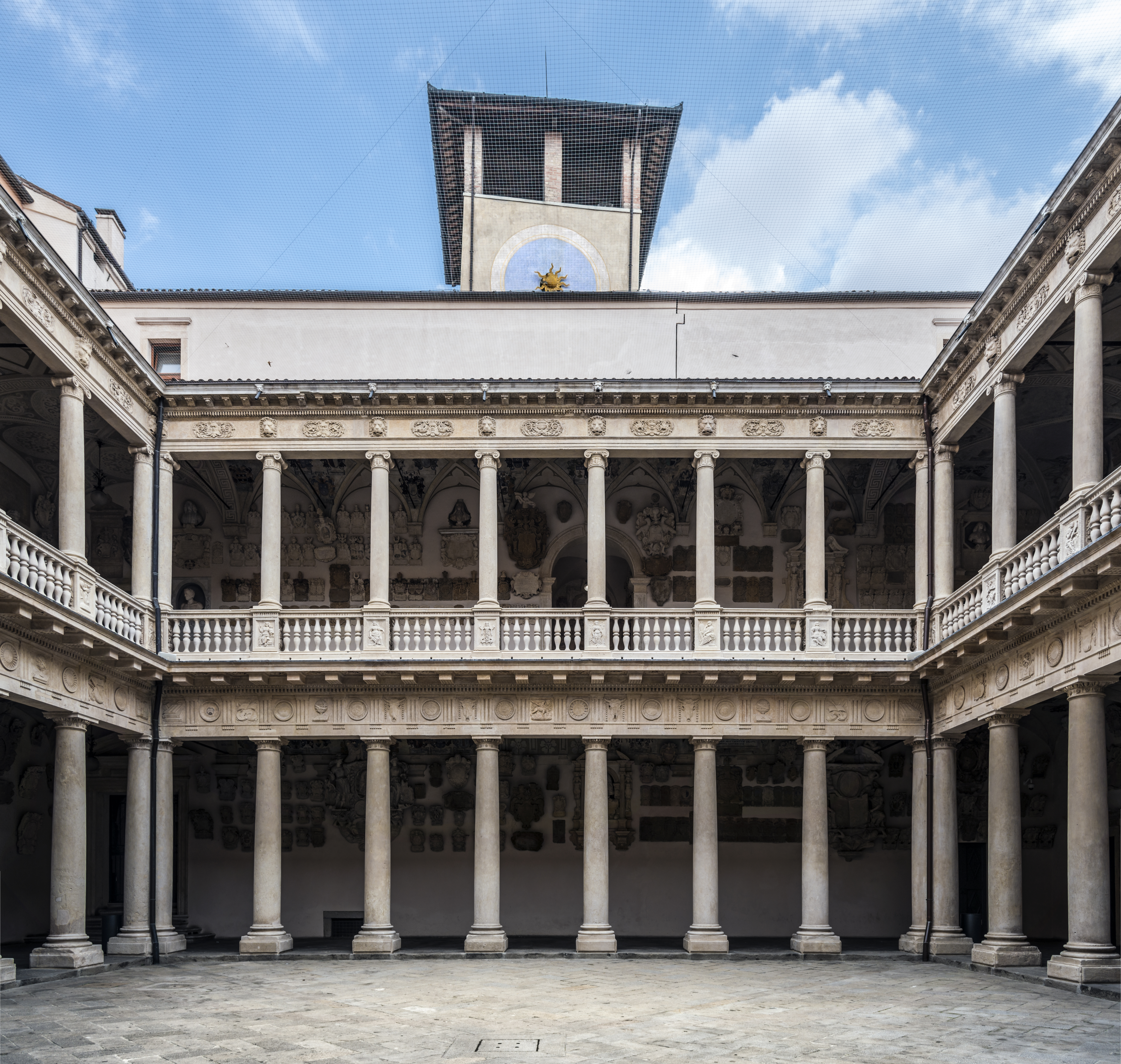
Il cortile di Palazzo Bò, sede dell'Università di Padova

Nel 1956 vinse una borsa di studio di un anno presso l'Istituto italiano per gli studi storici di Napoli, dove fu presentato dallo storico delle religioni Raffaele Pettazzoni. L'istituto era diretto da Federico Chabod, il quale fu per Negri «un primo grosso contatto, soprattutto per capire che cosa era effettivamente il politico». Conclusa quest'esperienza, si trasferi in Francia, all'École normale supérieure, dove lavorò con Jean Hyppolite alla tesi – «completamente e fondamentalmente lukácsiana» (dirà anche che al termine dell'università era «[...] praticamente un lukácsiano») – sul giovane Hegel: Stato e diritto nel giovane Hegel: studio sulla genesi illuministica della filosofia giuridica e politica di Hegel. Successivamente, dopo aver seguito corsi in varie università straniere dal 1953, nel 1958, a 25 anni, superò l'esame di libera docenza e fu nominato libero docente dell'Istituto di filosofia del diritto della facoltà di giurisprudenza (per Negri «facoltà particolarmente reazionaria»), ove fu assistente straordinario del rettore della facoltà.
Di quell'esperienza dirà: «[...] guadagnavo niente, vivevo facendo traduzioni di libri gialli e bollettini editoriali, tutto questo lavoro assolutamente precario, era quello che mi dava da vivere.» In quel periodo fu aiutato da Opocher e indi compose, fondamentalmente sui fondi Ravà e Martinetti, un testo (che fu pubblicato nel 1962) molto accademico e con rigide basi filologiche sul formalismo post-kantiano: Alle origini del formalismo giuridico: studio sul problema della forma in Kant e nei giuristi kantiani tra il 1789 e il 1802; il testo fu letto anche in Germania tra gli studiosi del periodo post-kantiano. Nel frattempo tradusse anche per Laterza Gli scritti minori di filosofia e diritto di Hegel.
Nel 1967 ottenne la cattedra di filosofia politica presso la facoltà di scienze politiche dell'Università di Padova, nella quale divenne direttore dell'Istituto di Dottrina dello Stato. Fu il più giovane professore ordinario d'Italia.

Poco dopo l'"attentato dinamitardo" a Opocher nel 1969, fu aggredito e picchiato al Liviano da una squadra di fascisti, e il rettore intervenne fermamente a sostegno della libertà d'insegnamento.
Negli anni sessanta-settanta trasformò il suo istituto in una base per la lotta di classe operaia. Gianni De Michelis, in un'intervista del 2002, disse che ci fu «una specie di 1968 prima del 1968; alcuni anni prima del 1968 Toni Negri cominciò a organizzare il lavoro studentesco clandestino, così clandestino che nessuno se lo ricorda più, perché il contesto interno non era favorevole, ma che gettò le premesse all'esplosione che portò, con il 1968, alla nascita di cose che oggi sono molto più note: "Lotta Continua", "Potere Operaio" e così via.»
Romano Alquati fu in disaccordo con tale "uso" dell'istituto, in un'intervista del dicembre 2000, lo definì il «farne una base per proiettarsi altrove, limitandosi a questo uso differente e tardo-operaista (non arrivava nemmeno davvero all'operaio sociale) e paleo-comunista di questo vertice della formazione scolastica, ormai di massa. Il fatto era già che l'università proprio come vertice della formazione era già essa stessa baricentrale e strategicamente per il presente ed il futuro dell'arretrata società italiana e mondiale: era ormai anch'essa e di più potenziale "fabbrica del soggetto", e non solo dell'attore; ormai anche più di moltissimi stabilimenti taylorizzati/fordizzati dell'industria della fase classica, in via di conclusione.» Suoi assistenti universitari furono Luciano Ferrari Bravo, Maria Rosa Della Costa e Alisa Del Re.
Fu definito da due suoi colleghi un "barone universitario". Nello specifico Rita di Leo, assistente all'Università di Padova negli anni 1973-74, lo definì «un vero barone universitario, di grandissima levatura intellettuale, profondamente inserito nel contesto della sua città». Mentre Alquati, in un'intervista del 2000, disse che era un «grande barone» in «una disciplina più utile di quella degli altri»; cosa che lo portava a parlare del "lavoro culturale", del "discorso culturale" nei termini Desanctis-Croce-Gramsci, come questione di tattica, sorta di copertura necessaria anche all'uscita dall'isolamento e all'ottenimento di «[...] sostegni nell'arretratezza del mondo della sinistra culturale ed accademica italiana»; un'ambiguità di cui Negri fu consapevole, come lo furono anche il Cacciari del pensiero negativo e, in modo diverso, Mario Tronti.

### Cattolico
Educato dalla famiglia come un «figlio cattolico del cattolicissimo Veneto», frequentò a Padova il Duomo, le lezioni di dottrina, il settimanale della Curia La Difesa del popolo e i suoi primi studi furono su San Tommaso. Nel 1950, pur essendo ateo, ma per il suo interesse per la questione sociale e l'inesistenza a Padova del partito comunista, Negri incontra la politica per la prima volta a 18 anni nella parrocchia locale di don Antonio Sartorato di Casalserugo, che lo spinge a entrare nella Gioventù Italiana Azione Cattolica (GIAC), associazione di giovani che s'ispirava ai preti operai francesi, della quale, nonostante non ne abbia mai preso la tessera, fu inserito nella dirigenza nazionale che faceva capo alla presidenza di Mario Rossi e che era gestita da Arturo Paoli. Dirigenza che Silvano Bassetti definì, nel 2002, «una cerchia di cattolici particolarissimi e che rappresentavano nell'Azione Cattolica l'anima autonoma rispetto agli ambiti politici», come «il collateralismo alla Democrazia Cristiana».
Vi conobbe, tra gli altri, Silvio Garattini, Umberto Eco, Vincenzo Scotti, Emanuele Colombo (poi presidente della televisione Montecarlo), Gianni Vattimo, Paolo Ceccarelli (che sarà architetto e rettore a Venezia) e Gianfranco Poggi; questi ultimi due insieme a Negri furono denominati scherzosamente da Sartorato (il quale per un periodo si «illuse di tenerli in pugno») i mau-mau. Nei medesimi anni la GIAC era frequentata anche da Francesco Cossiga, che era nello stesso giro universitario di Negri. In questo periodo lesse Maritain, Bernanos e Simone Weil. Dopo due anni ne fu espulso insieme ad altri componenti causa la non condivisione della linea conservatrice del presidente Luigi Gedda. Rimase comunque negli ambienti curiali fino al 1954 in quanto delegato diocesano, carica che lasciò in quell'anno. Tuttavia, non è mai stato iscritto alla Democrazia Cristiana, poiché la sua domanda di iscrizione fu respinta dal direttivo della sezione cittadina di Padova. Fino al 1955 fu anche molto attivo nel movimento cattolico universitario come direttore dell'Intesa Democratica.
Si trattava di un gruppo cattolico-socialista fondato da Negri con un gruppo di amici cattolici, dei quali una parte, tra cui Ceccarelli e Laura Balbo, seguì un'evoluzione simile alla sua divenendo laica, e dall'altra divennero tutti preti e partirono in missione. In quegli anni cominciò a viaggiare per l'Europa in autostop, e per un anno, dal 1954 al 1955, visse in un kibbutz israeliano. I suoi maestri di allora furono un assistente di Bloch a Tubinga e Suzy un matematico, laureato a Cambridge; egli era un comunista egiziano che si era recato nel kibbutz dopo esser stato liberato, all'arrivo di Nasser, da lungo periodo di carcere sotto Nagib. La cosa fu per lui «un momento di grande educazione politica» e al suo ritorno in Italia continuò a spostarsi, per tre o due anni, tra Francia, Germania e Inghilterra fino a che non tornò a Padova per laurearsi. Dal 1956 1957, quando era nell'Intesa Democratica, si recò più volte in Jugoslavia.
Vi andò, come rappresentante dell'Unuri, a un convegno nel 1956 ossia in quello che fu un momento rilevante della prima crisi del mondo socialista, poiché difatti li fu anticipato quello che successe poi in Polonia. In quell'occasione prese, soprattutto, contatto con dei francesi dell'UNEF (Unione Nazionale degli Studenti Francesi) con cui strinse rapporti d'amicizia; tra essi v'era il suo coetaneo Jean-Marie Vincent (che differentemente da lui «era un perfetto conoscitore della letteratura marxista») con cui dirigerà a Parigi Futur Anterieur. Per un periodo si trasferì a Partinico in Sicilia «insospettito dal missionariato laico» del sociologo Danilo Dolci. Ulisse Drago – che da Delegato Diocesano Juniores lavorò con Negri –, in un testo del 2008, presentò che Negri nel periodo dell'Ac «[...] era piuttosto allergico ai "semplici", tanto che rifiutava di parlare ai rurali in quanto si dichiarava incapace di farsi capire da un pubblico incolto... a suo dire.» e che Negri chiese, ottenendola, al vescovo una lettera di presentazione per la sua facoltà universitaria.

### Socialista
Nel 1956 s'iscrisse con la Balbo e Ceccarelli alla sezione di Padova (la quale era una sezione di sinistra) del Partito Socialista Italiano poiché esso sembrava «[...] libero da incrostazioni staliniste che ci davano molto fastidio fin da allora». Nella sede di Corte Arco Vallaresso cominciò l'amicizia con Guido Bianchini e Francesco Tolin e inoltre familiarizzò anche con Bruno Facchinelli e Domenico Ceravolo. Tramite Mimmo Cerallo, Segretario della federazione mandato li da Morandi e dal suo gruppo, incrociarono Raniero Panzieri, dirigente del PSI in Sicilia e poi a Roma.
Nel luglio del 1960 (era già diventato segretario — o vicesegretario ? — della federazione di Padova) parte per l'Unione Sovietica (viaggio che Paolo Ungari definì «misterioso») insieme a una decina «[...] di giovani [tra i quali Cossutta, che era il segretario di Milano, Alinovi, segretario di Napoli e il segretario di Ravenna] che si sono messi in vista durante i fatti di quel luglio». Arrivati furono ricevuti da Suslov, visitarono poi i kolchoz, i sovchoz e le fabbriche ma prese una polmonite (causata a suo avviso da «[...] un rifiuto psicosomatico») e, dopo un paio di mesi, tornò in Italia.
Il 6 novembre dello stesso anno, fu eletto per il PSI, insieme ad altri 5, consigliere del Comune di Padova. In questo periodo Negri maturò una sistematica critica alla politica del Partito Comunista Italiano.

In quegli anni fece parte del circolo Meretti. Marco Boato, di 11 anni meno di lui, andò ad ascoltarlo a Venezia a una conferenza. Dal 1961 al 1963 collaborò come coordinatore dei collaboratori con il quindicinale socialista Progresso Veneto, del quale era proprietario esclusivo dal 1959. La rivista era formalmente un'emanazione del circolo culturale "Antonio Labriola" (di cui era segretario) ed era stata registrata a Padova da Francesco Tolin in qualità di direttore responsabile al quale, oltre che a Domenico Ceravolo (direttore d'essa), Negri la cedette per una cifra simbolica di 10 lire. Da essa poi passarono i "giovani" come Massimo Cacciari (per la cui formazione Negri fu un «incontro essenziale» facendogli leggere, tra i 16 e 18 anni, «libri fondamentali») e Mario Isnenghi (per Alquati, luogotenente di Negri come Ferrari-Bravo) che ne fu vicedirettore.

Alberto Asor Rosa

Dato l'accordarsi di questa esperienza con Panzieri iniziò a frequentare, dalla formazione del primo numero, a Torino le riunioni mensili della redazione della rivista marxista Quaderni Rossi nella quale entrò, dal secondo numero e indi iniziò a collaborare anche con Mario Tronti e Alquati (Alquati fu ospitato nel 1963 da Negri per un mese a Padova, esperienza che disse «di lusso»). La sua partecipazione a Quaderni Rossi, per Alberto Asor Rosa, allargò «[...] di parecchio (anche se parliamo sempre di un'esperienza limitata) le dimensioni iniziali del gruppo.» poiché «[...] era il segretario della Federazione Socialista a Padova e aveva un seguito molto più consistente del nostro, di natura sia intellettuale sia operaia» ed indi era «portatore di una ricca esperienza politica».
Già nel luglio 1963, oltre che contestare la politica del centro-sinistra, rese evidente il suo dissenso dal PSI fondando con altri militanti il "Movimento socialista indipendente" il quale si presentò col mensile nazionale dei Quaderni Rossi Cronache Operaie. Il primo numero del mensile, uscito il 19/07/1963 — o il 15 ? —, fu inviato a tutte le sezioni socialiste e il motto d'essa era: "Non c'è potere operaio se non politicamente organizzato". La creazione di Cronache Operaie, insieme a un finanziamento dell'Istituto Morandi a Potere Operaio di Porto Marghera e ad altri fogli locali, fu parte di un accordo mediato da Negri per tenere uniti i Quaderni Rossi. Insieme a Tolin e Bianchini (anch'essi collaboratori di Cronache Operaie) aderì all'Associazione Italia-Cina cosa che li fece etichettare filocinesi anche dal prefetto. Nell'ottobre 1963, dopo la scissione della sinistra interna del PSI che condusse alla nascita dello PSIUP, Negri, pur non aderendo alla nuova formazione, fuoriuscì dal partito; rassegnò così le dimissioni da consigliere comunale e provinciale per dedicarsi alla divulgazione del suo pensiero.
Il 23 febbraio 1961 fondò con Ceccarelli, Giulio Felisari e Giorgio Tinazzi la Marsilio Editore (denominazione omaggiante Marsilio da Padova filosofo del XIV secolo, pensatore e giurista ghibellino), la quale divenne società per azioni nel 1965 con l'entrata nel capitale della società di Cesare De Michelis e del fratello Gianni, amico di Paola Meo (che nel 1962 divenne la prima moglie di Negri).
In quegli anni strinse anche amicizia con Marco Pannella (che già conosceva dai tempi dell'Unuri di cui Pannella fu presidente), all'epoca giornalista de Il Giorno. Nel 1964 si impegnò maggiormente in campo universitario, sviluppò dibattiti con Tronti, Alquati e l'allora ventenne Cacciari e nacque a Venezia Anna Negri sua figlia primogenita e futura regista. Sempre negli anni Sessanta, essendo tifoso del Milan, partecipò alla creazione delle Brigate Rossonere.

### Operaista
Il gruppo di Quaderni Rossi stabilì sin dall'inizio contatti con nuclei operai delle fabbriche di Marghera ma, nel 1962, fallito il tentativo di coinvolgere direttamente il sindacato e dopo la rottura di Tronti con Panzieri — rottura a cui contribuì definitivamente il numero unico di Gatto selvaggio e che Negri tentò di evitare mediando, dato che non voleva staccarsi da Panzieri —, si ritirò il gruppo dei cosiddetti "interventisti", ossia: Negri, Tronti e Alberto Asor Rosa i quali fondarono la rivista Classe Operaia. Mensile politico degli operai in lotta (gennaio 1964-1966/67), edita dalla Marsilio, stampata a Padova e della quale Tronti fu direttore, Tolin responsabile e Negri, con Asor Rosa, curava la rubrica sulle ideologie. L'idea fondante di Classe Operaia fu la caratterialità antagonista del conflitto tra la classe operaia e il capitale che era necessario rovesciare e un argomento del dibattito e dell'analisi di Classe Operaia fu «che ci fosse un soggetto nuovo dello scontro politico e cioè l'operaio-massa: tutto quello che era accaduto tra gli anni cinquanta e sessanta e che il Movimento Operaio tradizionale, sindacato anche, stentava a riconoscere».
Essa fu, a differenza di Quaderni Rossi, una rivista d'intervento che tentò, contemporaneamente, di essere «[...] una rivista di impianto e di impostazione teorica e di intervento militante [...]» ed anche «[...] un giornale di organizzazione operaia, sulla base dell'ipotesi trontiana che bisognasse ritradurre, modellandola sulla realtà operaia di quegli anni, l'ipotesi leninista di organizzazione». Indi, data «[...] l'idea di una politica che si fa organizzazione [...]», di «[...] una politica che organizza le forze.» (con cui Negri fu "sostanzialmente d'accordo"), non solo creavano il giornale, ma lo distribuivano davanti alle fabbriche tentando di «[...] organizzare gruppi di operai consenzienti.».
Vi fu indi «[...] l'idea di mettere insieme queste due cose [prob. l'organizzazione e l'operaio-massa] e rendere la miscela esplosiva senza necessariamente ricorrere al linguaggio delle armi». Difatti, in quel periodo, il gruppo della redazione veneta di Classe Operaia, formatosi attorno a Progresso Veneto, si impegnò nelle fabbriche a Marghera con la pubblicazione del volantino Potere Operaio - Redazione veneta di Classe Operaia.
Dal 1965 fece parte del consiglio direttivo provvisorio del circolo culturale "Frantz Fanon", fondato a Padova nello stesso anno, la cui finalità programmatica fu «contribuire alla formazione di un a reale unità di interpretazioni e di propositi fra coloro che hanno a cuore la liberazione degli uomini per mezzo del socialismo». Il circolo fu aperto a «ogni moderna corrente di pensiero» (per Dolores Negrello «a quanti, pur provenienti da esperienze diverse rifiutavano ogni forma di dogmatismo»), i membri si presentarono come «uniti dalla comune fedeltà al marxismo come fecondo strumento di conoscenza e di trasformazione della società contemporanea e dalla convinzione che soltanto l'analisi informata e spregiudicata di fenomeni e problemi concreti possa contribuire a realizzare dialetticamente l'unità dei marxisti in una vigorosa azione politica».
Le tematiche di maggiore priorità del circolo furono l'analisi dello sviluppo capitalistico e l'organizzazione del potere «con particolare attenzione ai problemi del Terzo Mondo e alla realtà economica e sociale dei paesi socialisti». Il gennaio dello stesso anno Asor Rosa e Bianchini cercarono un contatto con funzionari dell'ambasciata cinese a Berna ma non si presentò il fine da loro voluto; indi, d'estate, Negri, Alquati e Andrea Bonomi (filosofo di Novara legato a Milano al giro dei fenomenologici di Enzo Paci) andarono ancora all'ambasciata per domandare finanziamenti da parte dello stato cinese per un quotidiano da distribuire in fabbrica tutti i giorni. I tre trovarono l'ambasciata chiusa e l'ambasciatore assente, furono ascoltati da altri dipendenti dell'ambasciata che presentarono di ritornare, non vi fu seguito e si allentarono i rapporti con i gruppi filocinesi.

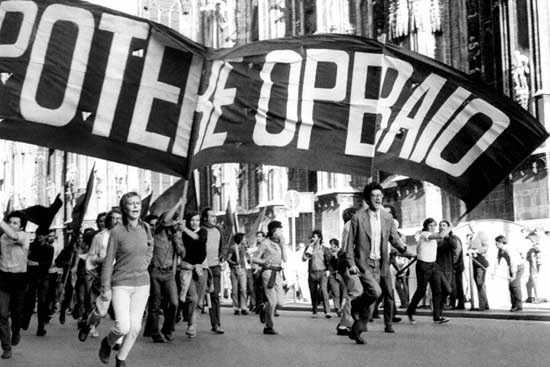
Milano: manifestazione di Potere Operaio a fianco del Duomo

Nel 1966, in seguito a contrasti tra Negri da una parte e dall'altra Tronti ed Asor Rosa, vi fu un'altra scissione del gruppo di Classe Operaia del quale si tentò - con esito fallimentare - la riunificazione con Contropiano, rivista di "materiali marxisti" diretta da Asor Rosa e Cacciari (anch'esso collaboratore di Classe Operaia) il cui primo numero fu pubblicato nel 1968 poco prima dell'inizio delle agitazioni studentesche e operaie del 1968 -1969. Dalla scissione nacque nel 1967 - anno nel quale Negri conobbe a Bologna l'allora diciassettenne e studente Franco Berardi, che sarà uno dei fondatori di Radio Alice e A/traverso - Potere Operaio a Pisa ed a Massa (che nel 1969 confluì in Lotta Continua).
Nel 1969 Classe Operaia terminò la pubblicazione e il volantino fu ridenominato Potere Operaio. Giornale politico degli operai di Porto Marghera e successivamente si attuò il collegamento col gruppo emiliano di "Potere Operaio" (rivista che fu registrata a Modena il 1º marzo 1967 e di cui l'ultimo numero venne pubblicano il giorno di Capodanno del 1969). In quel periodo Negri, insieme ad altri, andava da Padova in tuta blu a Marghera per partecipare a "scioperi selvaggi" o, come riferito a Bocca dalla moglie di Negri, per contatti con gli operai, coi quali, insieme a Cacciari, in riunioni serali, leggevano Il Capitale e poi traducevano nei loro problemi reali le teorie Marxiste.
Sempre in quell'anno, dato che considerò il 1968-1969 un periodo prerivoluzionario, chiese al gruppo di Contropiano di «far cadere tutto il discorso sul partito», cosa che comunque «la rivista aveva cominciato ad affrontare e di cui si era fatto carico soprattutto Mario Tronti», ma Asor Rosa gli si oppose e dunque Negri decise di uscire dalla rivista. Cacciari, che diresse con Asor Rosa la rivista fino al 1971, non aderì a Potere Operaio ma deluso lo criticò e testimoniò in seguito anche lui che Negri, durante il periodo di Potere Operaio, era per l'avanguardia esterna, in un'intervista del 2009 disse che «Nel '69 lui [Negri] decise di entrare nel movimento studentesco su posizioni di aperta rottura col sindacato e col PCI, che io, Mario Tronti, Alberto Asor Rosa e altri consideravamo sbagliate, perché non ritenevamo che fossimo in un'epoca prerivoluzionaria, ma che si dovesse portare avanti una politica di riforme». Per Alquati iniziò in quegli anni il secondo periodo dell'operaismo politico, ossia il periodo post-sessantottesco dei partitini, di cui Negri fu il «leader».
Dal gruppo veneto-emiliano di "Potere Operaio" e l'incontro di un gruppo di studenti (tra cui Oreste Scalzone e Franco Piperno) fu fondata nel 1969 la rivista La Classe che, dalla seconda metà dello stesso anno, divenne Potere Operaio organo dell'omonima organizzazione fondata quello stesso anno da Negri, Scalzone e Piperno, all'interno della quale Negri fu il maggior teorico e stratega.
Le più importanti esperienze di PO furono, oltre che a Marghera, alla Fiat Mirafiori a Torino città in cui, nel 1969, durante il periodo dell'intervento a Mirafiori e delle assemblee alle Molinette, Negri andò più di una volta. Caratteristiche della rivista e del gruppo furono le proposte di nuove forme di lotta - della quale era esaltato anche l'aspetto violento - autonoma condotte esternamente, molte volte in opposizione, al sindacato; proposte che cercavano di attuare modalità d'intervento più dirette ed efficaci nelle lotte operaie e la cui prospettiva di fondo era quella di costituire una massa organizzata che contenesse le sue stesse avanguardie e che esse tendessero all'autorganizzazione. In PO Negri, dopo la teorizzazione dell'"operaio sociale" (ossia «[...] la sussunzione di tutte le figure del lavoro dentro la struttura del salario»), teorizzò, tentò di attuare e far attuare la costruzione della forma-partito, la costituzione di un partito neo-leninista con l'idea, col fine, della presa del potere. Questa sua teorizzazione di un'organizzazione necessaria, di una neo-organizzazione, fu giudicata fondata da Daghini e fu portata avanti per un po' da Potere Operaio, finché non si attuò il suo fallimento, ossia quando il «movimento reale» diventò «più ampio e più ricco della sua [di Negri] idea di organizzazione» e l'organizzazione «con un salto avventuroso si scioglie [sciolse] nel mare tempestoso di Autonomia organizzata».
Durante il periodo torinese Negri, incontrò Renato Curcio alcune volte, nella villa del suo amico Carlo Saronio, discutendo del confronto in corso fra le Brigate Rosse e Potere operaio, rispetto alle modalità in cui le BR concepivano un'attività clandestina all'interno del movimento operaio, e soprattutto sulla valutazione della posizione del PCI rispetto alla lotta in corso, riporta Curcio che Negri valutava che il partito comunista fosse ormai "inserito nel sistema di potere dominante".

### "Autonomo"

Manifestazione di Autonomia Operaia a Genova, con i manifestanti col volto coperto dal passamontagna

Nel 1973, con il convegno di Rosolina (31 maggio - 3 giugno), il gruppo di Negri e lo stesso filosofo padovano uscirono da Potere Operaio, il quale si sciolse in gran parte nell'area dell'Autonomia Operaia, della quale Negri fu l'ideatore e «uno dei leader» («Il progetto era di "simulare" la dissoluzione del gruppo [Potere Operaio] per riunirlo poi [...]»). Il 30 giugno fu formalizzata la sua espulsione da Potere Operaio con il seguente motivo:
(Dolores Negrello, p. 193)
Con Daghini, nel 1973 partecipò a un seminario all'École Normale Supérieure per un dibattito sul concetto di capitale e sulla crisi della legge del valore. Tra coloro che li invitarono vi fu Yann Moulier-Boutang, da Negri incontrato precedentemente lo stesso anno.
Nell'ottobre 1973 esce il numero zero della rivista "Controinformazione", di cui Negri, assieme a Emilio Vesce, Fausto Tommei, Antonio e Luigi Bellavita, è uno dei fondatori. La pubblicazione conterrà nei suoi numeri una notevole documentazione di documenti riservati del SIFAR, nonché bollettini e proclami dei NAP, delle BR della RAF tedesca, e altre organizzazioni di lotta, oltre a fumetti, caricature, inchieste. Secondo il brigatista Alberto Franceschini, la rivista costituiva il collegamento fra le BR e il mondo esterno: "Se qualcuno voleva arrivare a noi, bastava che facesse girare la notizia nell'ambito di «Controinformazione»".
All'indomani dell'omicidio di Antonio Custra, in seguito a una perquisizione nella sua casa milanese in via Boccaccio fu fermato Maurice Bignami con 12 patenti e 10 carte d'identità in bianco. Negri fu denunciato, come Bignami, per attività sovversiva ma poi prosciolto in istruttoria. In quegli anni invitato da Louis Althusser tornò all'École Normale Supérieure ove, nel 1977-78, tenne un corso sui Grundrisse di Marx che porto nel 1979 alla pubblicazione per i tipi Feltrinelli di Marx oltre Marx, libro che il 13 dicembre dello stesso anno fu definito in un testo di Gilles Deleuze, pubblicato da Le Matin de Paris, come una prova dell'innocenza di Negri. A Parigi strinse amicizia in particolare con Félix Guattari il quale, insieme ad altri, tenne informato della situazione politica italiana Deleuze.
Verso il 1977 Negri scrisse il saggio Proletari e Stato e Il dominio e il sabotaggio, di quest'ultimo la Negrello scrisse che «si può convenire sull'opinione più accreditata» ossia che esso è una sintesi del pensiero di Negri «per quanto attiene le riflessioni maturate nell'esperienza di "Potere Operaio" e "Autonomia Operaia"». Il testo contiene tesi sul rifiuto del lavoro e del partito, sul salario, il sabotaggio, le forze produttive, il riformismo e sulla ricomposizione di classe. Il saggio contiene anche riflessioni sulla violenza politica, tra cui quella "proletaria", ritenuta necessaria («[...] ingrediente necessario, centrale del programma comunista») e definita "calda proiezione del processo di autovalorizzazione operaia", di essa dice, dopo aver presentato che Karl Marx "diceva" che «Fra due diritti eguali decide la forza»:
(Antonio Negri 2006, pp. 296-297)
mentre in relazione alla violenza capitalista-borghese presenta:
(ibid.)
In Il dominio e il sabotaggio Negri scrive,a proposito della lotta operaista Nulla rivela a tal punto l'enorme storica positività dell'autovalorizzazione operaia, nulla più del sabotaggio. Nulla più di quest'attività di franco tiratore, di sabotatore, di assenteista, di deviante, di criminale che mi trovo a vivere. Immediatamente mi sento il calore della comunità operaia e proletaria, tutte le volte che mi calo il passamontagna ... La violenza il filo razionale che lega la valorizzazione proletaria alla destrutturalizzazione del sistema e quest'ultima alla destabilizzazione del regime. Basta con l'ipocrisia borghese e riformista contro la violenza.
Questa apparente confessione di aver indossato il passamontagna, indumento indossato dagli autonomi durante le manifestazioni violente, che sembra adombrare una confessione di sua partecipazione personale alle forme di lotta violenta, farà clamore e gli verrà rinfacciata negli anni.
Per Deleuze e Guattari il movimento di ricerca marxista formatosi a partire da Tronti (Operai e capitale) e poi con l'Autonomia e Negri, con lo scopo di analizzare in Italia le nuove forme di lavoro e lotta contro il lavoro, voleva dimostrare contemporaneamente:
- la non accidentalità o marginalità al capitalismo, ma necessarietà nella composizione del capitale («crescita proporzionale del capitale costante»), della fusione tra studenti ed emarginati, attuata dalla precarizzazione del lavoro (sottosfruttamento, lavoro saltuario o nero) e dalla riduzione delle possibilità di sussistenza di gran parte della popolazione ai meri sussidi statali e ai salari precarizzati, la cui causa è lo scambio ineguale attuato, in un'«economia-mondo», dalla creazione da parte della «zona centrale» di zone periferiche di sottosviluppo in se stessa tramite la delocalizzazione periferica dell'industrializzazione di "alto livello"(cfr. Deindustrializzazione) e l'assegnazione a se stessa delle attività postindustriali («automazione, elettronica, informatica, conquista dello spazio, armamento ad oltranza»). Ciò anche in una socialdemocrazia adattata al terzo mondo (che è anche quello creato dalla genesi da parte della «zona centrale» delle zone periferiche di sottosviluppo in sé stessa) poiché essa non si proporrà l'integrazione al mercato interno di tutta la popolazione indigente, ma selezionerà gli elementi integrabili attuando la rottura di classe.
- Che tale fenomeno genera un nuovo tipo di lotte, «operaie, popolari, etniche, mondiali e in tutti i campi».[99]

In anni successivi, pochi giorni dopo la fuga in Francia, in un'intervista a Biagi, Negri presentò gli ormai ex autonomi come «[...] persone che non hanno più alcun tipo di rapporto con la realtà. [che] Ripetono un rituale completamente sganciato da qualsiasi realtà di massa.» dicendo anche che «Il problema è quello di capire che la situazione in Italia è mutata. Dentro questa situazione, una serie di obbiettivi di giustizia e di libertà devono giocarsi sulle forze disponibili». In uno scritto successivo, rivolto al mondo cattolico e alla DC, definì l'Autonomia «[...] un movimento di matrice cattolica [...], la Solidarność italiana, strumento contro la pretesa egemonia dei comunisti sul movimento operaio». Disse anche che il suo errore degli anni dell'Autonomia fu la sopravvalutazione della forza delle istituzioni.

### Il processo 7 aprile
Il 7 aprile 1979 centinaia di militanti che erano in relazione all'area dell'Autonomia furono inquisiti ed in molti casi arrestati. Il parlamento votò leggi speciali che privarono di alcune garanzie gli imputati. Negli anni successivi circa 60.000 attivisti furono indagati e circa 25.000 furono arrestati. Franco Piperno, in un'intervista del 2002, disse che Pietro Calogero (ai tempi giudice di Padova) e Caselli (corrispondente del primo a Torino), decisero gli arresti dopo consultazione con i segretari delle FGCI delle loro città.
Il giudice Calogero, durante una perquisizione effettuata 19 marzo 1979, sequestra l'archivio di Negri conservato nella casa dell'architetto Massironi, in cui trova un suo manoscritto indicante che Toni Negri si incontrava con Renato Curcio. Da questo manoscritto, il giudice trae la convinzione che esistesse una struttura nazionale di Autonomia Operaia che «agisce in sintonia con le Br, come gruppo militare combattente del partito armato» e che quindi il terrorismo in Italia fosse «un'unica organizzazione» diretta da «un unico vertice», la quale «legava le BR ai gruppi armati di Autonomia Operaia» con un'unica «strategia eversiva» che «ispirava all'attacco al cuore dello stato». Negri fu arrestato, insieme a Luciano Ferrari Bravo (oltre che suo assistente, docente di Storia delle Istituzioni Politiche all'università patavina), Alisa Del Re, Guido Bianchini, Sandro Serafini, tutti dipendenti della Facoltà di Scienze Politiche dell'università di Padova e altri (Emilio Vesce, Oreste Scalzone, Lauso Zagato, Giuseppe Nicotri, Mario Dalmaviva, Carmela Di Rocco, Ivo Galimberti, Massimo Tramonte, Paolo Benvegnù, e Marzio Sturaro), con varie accuse, tra cui organizzazione sovversiva, complotto politico, banda armata, insurrezione armata contro i poteri dello stato.
Contro Negri furono elevate le accuse per: il rapimento ed omicidio di Carlo Saronio, l'omicidio del brigadiere Lombardini durante una rapina ad Argelato, il tentato sequestro dell’industriale Duina, un attentato incendiario alla Face Standard, il sequestro brigatista di Bruno Labate, sindacalista Cisnal, il sequestro BR di Michele Minguzzi alla Sit-Siemens di Milano, l’omicidio di Alceste Campanile (militante di Lotta Continua), l’assassinio del giudice milanese Emilio Alessandrini, il furto in un’armeria di Vedano Olona; inoltre: detenzione di armi, attentati dinamitardi, possesso di esplosivi, falsificazione di documenti, furti, tentate rapine, tentato sequestro e favoreggiamento.
In aggiunta il giudice Achille Gallucci (DC) gli imputò la partecipazione al sequestro e all'uccisione di Aldo Moro e gli fu attribuita la telefonata — con la quale fu poi confrontata la sua voce — che annunciava a breve scadenza l'esecuzione della sentenza a carico del leader democristiano. Tale accusa si dimostrò successivamente errata (la chiamata fu effettuata da Morucci). Toni Negri fu in seguito accusato di essere l'ideologo delle Brigate Rosse e mandante morale dell'omicidio di Aldo Moro. Durante il periodo di carcerazione preventiva, dopo le dichiarazioni di Patrizio Peci, quasi tutte le accuse, incluse quelle relative a 17 omicidi, caddero perché ritenute infondate. Gallucci dispose con un'ordinanza la scarcerazione di Negri per insufficienza di prove. A discarico dell'imputato Negri, risulta agli atti che le Brigate Rosse lo processarono e condannarono a morte, dal carcere di Palmi, per la sua 'posizione' riguardante il terrorismo.
Detenuto nel carcere di massima sicurezza di Palmi, assieme a Renato Curcio, Prospero Gallinari e altri terroristi arrestati, Negri si trovò in contrasto ideologico con quest'ultimi, e divenne impopolare tra i detenuti per la sua linea difensiva, che segnerà anche il suo futuro atteggiamento politico; il brigatista Enrico Fenzi, ivi detenuto così ne spiega l'interpretazione che costoro ne diedero: Una difesa che tagliava di netto tra movimento e lotta armata [...] e condannava dunque quest'ultima, [...], al limbo di un'esistenza marginale ch'era meglio dimenticare al più presto, o tutt'al più regalarla al settore “dietrologia e complotti”. L'innocenza degli uni doveva essere pagata sottobanco con i secoli di galera tacitamente inflitti agli altri. La storia vera degli anni passati, insomma, sarebbe stata quella scritta da chi si proclamava estraneo a tutto quello che era successo.. Secondo Gallinari, nel carcere di Palmi, Negri "inizia rumorosamente il suo percorso di rentrée istituzionale attraverso interrogatori fiume resi alla magistratura, interviste di rottura rispetto ai "vecchi schemi" della sinistra rivoluzionaria italiana, e prese di distanze e condanne esplicite 
nei confronti della lotta armata. È un atteggiamento che ci appare provocatorio e comunque reprensibile anche dal punto di vista degli ideali genericamente propri del movimento. e conclude il ricordo affermando che il rapporto tra Negri e i brigatisti divenne di diffidenza e scontro, pur senza arrivare allo scontro fisico. Anni dopo, intervistato da Zavoli ammetterà di aver temuto qualche volta per la sua vita in carcere.
Nel dicembre 1980 assieme a qualche altro detenuto, tra cui Emilio Vesce, si dissociò dalla rivolta del carcere di Trani, rimanendo nella cella e nel marzo seguente, a seguito della richiesta del procuratore Domenico Sica di "fare concretamente qualcosa" contro il terrorismo, scrisse due lettere, in cui affermava "Certo, io mi sono sporcato le mani dentro un movimento, enorme nelle sue dimensioni e ricchissimo nelle sue motivazioni, nel quale erano presenti forti tensioni alla lotta armata" e che avrebbe continuato ad agire "perché la dissociazione non sia un episodio individuale, ma una parola d’ordine collettiva di speranza" , le lettere sono pubblicate da Panorama col titolo Ora basta, compagni!.
Toni Negri fu poi processato per i reati di insurrezione armata contro i poteri dello Stato, formazione e partecipazione a banda armata, promozione di associazione sovversiva, violazione delle norme sulle armi, tentativo di procurata evasione, sequestro di persona, lesioni personali, violenza privata a pubblici ufficiali, devastazione e saccheggio, furto. Nel 1984 al processo di primo grado venne condannato in contumacia a 30 anni di carcere. Nel 1986 gli vennero attribuite pene supplementari (fino a cinque anni) per responsabilità morale in atti di violenza fra attivisti e polizia negli anni Sessanta e Settanta. Negri fu riconosciuto colpevole, in particolare, di concorso morale nella fallita rapina di una banca ad Argelato, episodio in cui fu assassinato un carabiniere.
L'appello decise quindi per Negri una condanna a 12 anni di reclusione, più le pene supplementari, per i soli reati di associazione sovversiva (articolo 270) e concorso "morale" alla suddetta rapina di Argelato. La Cassazione confermò questa sentenza. Negri sconterà in totale, durante la sua vita, dieci anni di carcere di cui gli ultimi quattro in semilibertà.
Il processo, che coinvolse lui e gli altri 80 inquisiti del 7 aprile sulla base del cosiddetto Teorema Calogero (dal nome del sostituto procuratore di Padova) attirò l'attenzione anche di Amnesty International. Anche Deleuze, filosofo post-strutturalista francese, scrisse, prima dell'inizio del processo, una lettera aperta indirizzata ai giudici di Negri, che fu pubblicata da la Repubblica il 10 maggio 1979, il cui testo definisce "scorrette" le modalità di accusa e di svolgimento del processo e Negri "un intellettuale rivoluzionario, come lo era anche Gramsci (a differenza di Andreotti e Berlinguer)". Accusa inoltre la stampa di permettere a giustizia e polizia di mascherare il vuoto dei loro dossier tramite il suo essersi abbandonata a una fantasiosa «accumulazione del falso»; conclude preoccupandosi che Negri potesse essere, come lo era stato Pinelli, ucciso.
Inoltre nel testo del medesimo anno, pubblicato da Le Matin de Paris nel dicembre 1979 (Questo libro è letteralmente una prova d'innocenza), Deleuze presenta che molti giornali italiani e la «democrazia attuale» stavano attuando «[...] una curiosa iniziativa di svalutazione» di Negri. Tale svalutazione, a differenza di quanto era attuato dal fascismo (il quale non sminuiva i pensatori da lui imprigionati ma li definiva inutili, esecrabili e pericolosi), tentava di persuadere l'opinione che era un «falso pensatore». Essa era però confutata dal libro Marx oltre Marx la quale dimostrava invece che Negri era «[...] un teorico marxista estremamente importante profondo e nuovo», la cui teoria ed interpretazioni erano inscindibili da un dato tipo di lotte sociali pratiche da lui analizzate e sostenute, ma che esse non passavano mai per il terrorismo, o si confondevano con i metodi promossi dalle Brigate Rosse.
Il testo termina definendo «[...] un'idea particolarmente stupida [...]» quella secondo cui «[...] Negri sia doppio, e che come scrittore teorizzi una certa pratica sociale ma che, come agente segreto, abbia una pratica completamente diversa, terroristica [...]», poiché «uno scrittore rivoluzionario non può praticare un tipo di lotta diverso da quelli che approva e promuove nei suoi scritti.», a meno che esso non sia «pagato dalla polizia». Carlo Formenti, in un articolo pubblicato da Aut Aut qualche mese dopo il processo, presentò:
- che «L'inchiesta contro Autonomia Operaia è probabilmente un'articolazione strategica di un progetto di formalizzazione del linguaggio: il potere sperimenta nuove tecniche di gestione integrata dei flussi di comunicazione, informazione inquisitoria sui soggetti da criminalizzare e informazione di massa veicolata dai media. Il linguaggio viene formalizzato per neutralizzare l'identità dei comportamenti "devianti" e distruggere il contenuto politico-valore d'uso della produzione sociale che a tali comportamenti corrisponde; tutti i messaggi vengono ridotti al principio di equivalenza che deve governare la circolazione dei dati fra corpo sociale e sistema di controllo di comando. Il lavoro di neutralizzazione dell'identità prende avvio dalla produzione di dati sui comportamenti politici eversivi; la riduzione del materiale si presenta come un appiattimento della biografia politica degli inquisiti: le nuove tecnologie inquisitorie non vengono valorizzate in relazione alla loro capacità di rendere trasparenti i fini criminosi degli inquisiti - di stabilire cioè un rapporto concreto fra storia di un discorso politico e pratica terroristica -, ma piuttosto, a quella di analizzare la morfologia dei messaggi da essi prodotti»
- che «Il rapporto fra senso del messaggio telefonico [in relazione ai controlli, tramite sistemi informatici, dei telefoni] e crimini specifici appare in tal modo tutto secondario; la neutralizzazione dell'identità funziona nelle due direzioni: normalità e sovversione vengono divise in base alla logica binaria della macchina, i messaggi telefonici vengono classificati in base ad un codice numerico, ad un'analisi di soglia. (Nel caso di Negri la soglia può scattare anche solo perché egli non usava più il telefono della sua abitazione.)»
- che «La gestione dell'informazione di massa relativamente all'inchiesta [...] è apparso come il primo tentativo italiano su larga scala di creare il consenso sociale al dialogo informativo, un tentativo condotto cercando di migliorare gli indici di gradimento dello spettacolo politico»
- che Negri «A buon diritto [...] rivendica l'identità di un'analisi più complessa del tardocapitalismo, l'identità di una teoria e di una pratica rivoluzionarie che alludono ad una violenza radicalmente "diversa" dalla "semplicità" del terrorismo delle Brigate Rosse.»[120]

Successivamente, in appello (spostato a Roma), cadde con formula piena l'accusa di insurrezione armata, e l'accusa del sequestro Saronio; gli rimasero imputati i reati di banda armata (prosciolto poi nel troncone di Padova), associazione sovversiva e la partecipazione, sotto il profilo del concorso morale, alla rapina di Argelato in cui morì il brigadiere dei carabinieri Andrea Lombardini; la pena fu quindi ridotta a 12 anni di reclusione. Nei giorni immediatamente successivi si originò sulla stampa una ridda di voci non confermate che volevano che nel 1978, durante il sequestro di Aldo Moro, Negri si fosse incontrato con il giudice Emilio Alessandrini (poi ucciso da terroristi di Prima Linea). Dopo diverse indiscrezioni e qualche polemica, l'episodio dell'incontro fu confermato su il manifesto, dapprima con un lancio anonimo il 14 aprile e il giorno dopo, ricorrenza della Pasqua, con un articolo a firma di Tiziana Maiolo. La Maiolo confermò che l'incontro si era effettivamente tenuto, che si trattava di una cena alla quale lei era presente, svoltasi a casa del giudice Antonio Bevere, esponente di Magistratura Democratica e coordinatore di una rivista giuridica alla quale collaborava lo stesso Negri.
La Maiolo, precisando che sarebbe stato Alessandrini a sollecitare l'incontro, riferì inoltre, nello stesso articolo, delle voci che insistentemente correvano negli ambienti giudiziari e per le quali sarebbe stato Alessandrini, dopo l'incontro, a riconoscere in quella di Negri la voce del telefonista delle Brigate Rosse che contattava la famiglia Moro, e di questa impressione averne messo a parte il giudice Calogero. Mario Boneschi presentò che l'assoluzione di Negri dalla partecipazione al rapimento di Moro fu «la prova lampante» che si "abusò" molto «delle incriminazioni per l'affare Moro» cercando «di concentrare [...] le istruttorie di tutti i sospettati o gli inquisiti e persino [...], sembra, per ottenere estradizioni». Relò il caso Pinelli a quello di Negri e definì le modalità d'incriminazione e l'arresto «persecuzione politica» contro i nemici del potere e dello stato e che con Negri «si trattava di compromettere tutto ciò che politicamente sta a sinistra dei comunisti e del quale i comunisti temono [...] la concorrenza».
L'attivista era critico della mancanza di visione strategica delle Brigate Rosse, che a suo parere erano focalizzati su attacchi armati fini a se stessi senza avere la capacità di rendere la lotta armata un momento dialettico legato ai movimenti di massa, al fine di destrutturare l'ordine costituito.

### Deputato radicale e fuga in Francia

Toni Negri al suo primo ingresso a Montecitorio in qualità di membro del Parlamento

Nel 1983, durante il periodo di carcerazione preventiva, accettò la proposta di Marco Pannella di candidarsi alla Camera (nelle circoscrizioni di Roma, Milano e Napoli) per il Partito Radicale. Pannella desiderava una candidatura critica, e sostenne che Negri fosse vittima di leggi repressive imposte dai vertici del PCI. Da parte sua Negri promise di lottare per la liberazione dei detenuti arrestati a seguito delle "leggi speciali". La allora prima moglie di Negri, Paola, si era fra l'altro iscritta al PR. Il 26 giugno assunse la carica di deputato con 13 000 preferenze e conseguentemente uscì dal carcere di Rebibbia protetto dalla'immunità parlamentare. L'11 settembre 1983, a piazza Navona, partecipò con Pannella ad un comizio convocato dai radicali con tema la giustizia e la carcerazione preventiva in prospettiva del dibattito alla Camera dei deputati per la richiesta di autorizzazione a procedere ed arresto di Negri.
Il comizio venne ben presto preso d'assedio da alcuni gruppi d'autonomi volti a contestare pesantemente questa sua ultima evoluzione politica, ribaltando i tavoli per le firme dei referendum dei radicali, rompendo sedie e microfoni, e subissando i presenti sul palco con il lancio di sassi, monete, bottiglie e persino sputi, provocando l'ovvio intervento delle forze dell'ordine. Negri fu definito dai contestatori «pupazzo», «buffone», «infame» e «venduto» a cui lui rispose definendoli «imbecilli», «ragazzotti», «provocatori», «traditori» e «preti», e, secondo Pannella erano il «prodotto dei mass-media», «triste e povera testimonianza del regime», «piccoli vociferanti» e «piccoli parassiti». Ben presto, tuttavia, i rapporti tra Negri e il leader radicale cambiarono.
Il 19 settembre Negri partì da Punta Ala a bordo di uno yacht e, il giorno dopo, raggiunse Nizza con un traghetto dall'Isola Rossa grazie all'aiuto di Donatella Ratti e di Nanni Balestrini, impegnandosi a rientrare in Italia dopo un giro di conferenze nelle capitali europee, ad affrontare un processo di estradizione a Parigi per rientrare e farsi arrestare, suscitando così un "caso"; sarebbe stato candidato di nuovo con il PR alle elezioni europee. Il suo rapporto con Donatella Ratti, al tempo della fuga fu oggetto di gossip, poiché Negri ebbe da lei una figlia, Nina.
Il 20 settembre la Camera dei deputati concesse alla magistratura l'autorizzazione a procedere, il PCI e il PSI chiesero di votare la sospensiva del suo arresto fino al processo di primo grado, l'esito della votazione segreta fu negativo per 7 voti (presenti e votanti 593, maggioranza 297, 293 favorevoli e 300 contrari), i radicali si astennero e i loro 10 voti sarebbero bastati all'approvazione. Vari deputati circondarono il banco di Pannella insultandolo e minacciandolo, e Gian Carlo Pajetta arrivò al punto di sputargli in faccia (successivamente Negri, nel suo diario Italie, rouge et noire pubblicato in Francia nel 1985, scrisse «se è vero che qualcuno gli ha sputato in faccia, ha fatto bene»
).
Il 21 settembre, tramite 4 votazioni segrete, fu concessa l'autorizzazione all'arresto con la media per difetto di 283 voti favorevoli e 75 contrari e con una media di 580 presenti, 358 votanti, 221 astenuti; Negri ascoltò l'esito della votazione dalla radio in Francia ad Aix-en-Provence dove si era rifugiato.

### La permanenza francese
Durante la latitanza francese fu aiutato dagli amici Gilles Deleuze (il quale lo incontrò di persona per la prima volta nel 1987) e Félix Guattari, che lo introdussero nell'ambiente intellettuale parigino: quest'ultimo gli firmava i contratti, come affitto e telefono, essendo Negri un "sans papiers" e per questo si chiamò per vari anni Antoine Guattari.

Toni Negri interviene al Parlamento

A Parigi Negri ricevette giornalisti italiani concedendo interviste. Molto nota è quella realizzata da Enzo Biagi, in presenza di Marco Pannella, da cui il giornalista trasse lo speciale televisivo Toni Negri: perché sono fuggito. Biagi, in quattro articoli di quegli anni (1984, 1985 e 1987) pubblicati da La Repubblica, fu piuttosto critico verso l'allora deputato: in uno d'essi definì Negri un mestatore e in un altro fece un confronto fra il «predicare [Di Negri in quanto docente universitario, data l'accusa di "cattivo maestro"] certe teorie, ritenute dalla maggioranza pericolose, o addirittura criminali» e l'influenza delle "lezioni" di Rosenberg e Goebbels sui giovani delle S.S. e l'eliminazione degli ebrei.
Qualche tempo dopo l'intervista, Negri cambiò idea rispetto all'impegno di farsi estradare in Italia, decidendo di rimanere in Francia e suscitando le ire di Pannella che, dopo aver atteso per settimane il suo rientro in Italia, gli scrisse una lettera aperta sul Corriere della Sera in cui lo accusò di aver disatteso il proposito di lottare per la liberazione dei "compagni" ancora in carcere; così come criticò poi il suo rientro in Italia commentando: "È chiaro che lui pensa all'amnistia".
Coi radicali italiani ebbe ancora un incontro in un dibattito, organizzato da Gigi Speroni, per Euro TV con Giovanni Negri, giovane segretario del Partito Radicale (e che tenne a sottolineare che di sola casuale omonimia si trattasse), ed Enzo Tortora, già eurodeputato radicale, ma ancora non scagionato dalle accuse per le quali era stato in precedenza arrestato, nel corso del quale Giovanni Negri affermò - e Toni Negri non smentì - che Pannella avrebbe voluto partecipare, ma il filosofo non aveva accettato. Il segretario radicale reclamò pubblicamente il seggio parlamentare che il filosofo teneva inutilizzato ed inutilizzabile per gli obiettivi del partito e Tortora gli chiese di combattere in Italia la battaglia sulla carcerazione preventiva e sugli abusi della magistratura, dichiarando peraltro di avere avuto sulle sue spalle "l'ombra" della fuga del filosofo. Il confronto fu teso quanto improduttivo, Toni Negri che affermò a più riprese di "essere evaso" e di leggere nel mandato parlamentare ricevuto un'autorizzazione all'evasione: «credo che i voti che vennero alla mia modestissima persona erano voti che indicavano proprio il diritto all'evasione, il diritto alla libertà». Sempre durante l'incontro, rivendicando il diritto alla ribellione contro le leggi ingiuste, al commento del segretario Giovanni Negri «non sei stato molto socratico», Toni Negri replicò «io purtroppo sono filosofo e ho letto Socrate»; probabile lapsus dato che non sono pervenuti testi redatti da Socrate.
Francesco Cossiga, un'intervista del 2002, dichiarò di aver ricevuto in quel periodo una lettera scrittagli da Negri con cui gli chiedeva d'essergli amico: ciò causò l'ira di Rossana Rossanda. Al ritorno in Italia di Negri nel 1997 lo andò a trovare in carcere portandogli in dono il Dialogo sulla consolazione delle tribolazioni di Tommaso Moro. Cossiga sarà fino alla sua morte l'unica persona in Italia che cercò sistematicamente Negri allargandogli le braccia quando lo incontrava o si recava alle sue conferenze causando sorpresa e sbalordimento ai presenti.
Insegnò a Paris VIII, Paris VII (Jussieu), all'École Normale Supérieure e al Collegio Internazionale di Filosofia, fondato da Jacques Derrida. Condusse delle ricerche sulla Plaine-Saint-Denis, osservando la trasformazione della vecchia classe operaia in rapporto alle nuove forme di produzione. Nel 1990 fondò con Jean-Marie Vincent e Denis Berger la rivista Futur Antérieur, che cessò le pubblicazioni nel 1998. Pur non potendo impegnarsi in attività politiche causa lo specifico divieto che la legge francese impone agli esiliati politici, durante la permanenza francese Negri scrisse numerosi testi politici; grazie alla sua produzione filosofica, nel 2005, Le Nouvel Observateur lo inserì tra i venticinque "grandi pensatori del mondo intero", unico italiano assieme a Giorgio Agamben.
In Francia Negri rimase 14 anni, come scrittore e docente universitario, avvalendosi della cosiddetta Dottrina Mitterrand. Quando, con l'approssimarsi delle elezioni francesi del 1986, si presentò la possibilità d'una vittoria della destra e conseguentemente la fine del suo asilo politico, ad un'intervista all'emittente radiofonica Europe 1, disse di temere possibili espulsioni di massa, per lui e gli altri latitanti-rifugiati; e che sarebbe stato da lui presentato un documento alle autorità italiane e francesi per rendere possibile il ritorno in Italia, chiedendo come garanzia che il giudizio avvenisse "in libertà"; impegnandosi da parte sua a "rifiutare la violenza" e considerando "seriamente" la possibilità del carcere in caso di condanna nel processo.

### Ultimo periodo

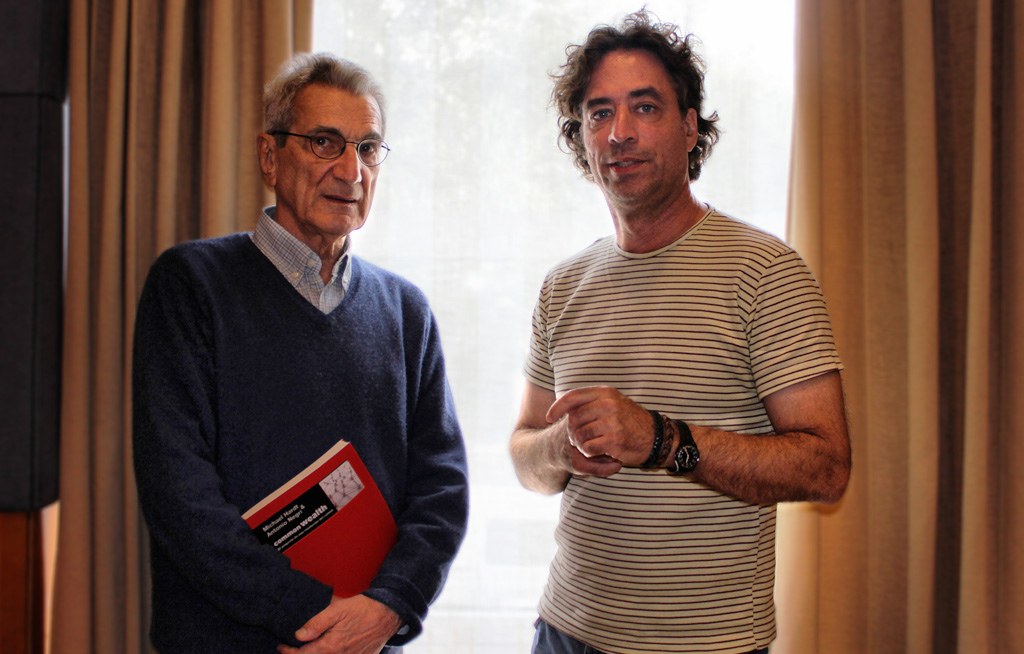
Toni Negri e Michael Hardt (Madrid, 2011).

Nell'ottobre 1986, assieme ad altri 26 italiani in condizioni analoghe alle sue, scrisse al presidente del consiglio del tempo, Bettino Craxi: «... abbiamo ormai da molti anni abbandonato ogni partecipazione a movimenti politici perseguiti dalla legge. [...] Crediamo dunque di essere nelle condizioni di poter usufruire della legge sulla dissociazione ora in corso di discussione alle Camere. [...] ... vogliamo pregarla di studiare il modo di permettere ai fuoriusciti l'uso della legge sulla dissociazione».
Seguì un'intervista individuale rilasciata nel novembre 1986 ad Avvenire, quotidiano cattolico, in cui dichiarava «oggi il problema non è più quello della riconquista violenta dello stato [...] Sono passati dieci anni, è venuto il tempo della pacificazione» e prometteva «Se in passato ho peccato di leggerezza e irresponsabilità, sarò più attento per il futuro.». Con la legge 18 febbraio 1987, n. 34, la materia della dissociazione fu finalmente riveduta in sede legislativa. Pochi giorni dopo l'approvazione, il 5 marzo giunse a Cossiga, allora Capo dello Stato, un appello di Negri ed altri 26 «affinché l'applicazione della legge sulla dissociazione e i vantaggi che comporta possano essere reali anche per i fuoriusciti». Uscì praticamente in contemporanea anche un'intervista individuale riportata sul numero dello stesso mese di marzo 1987 della rivista per adulti Penthouse, in cui Negri definiva le Brigate Rosse un "gruppuscolo marxista-leninista ferocemente ottuso e assassino".
Il suo rientro in Italia avvenne solamente nel 1997, quando in Parlamento la Commissione Giustizia allora presieduta da Giuliano Pisapia valutò ipotesi di indulto e/o amnistia, quantunque non riferite specificamente al caso, tant'è che vi fu chi azzardò possibili collegamenti. Rimpatriò accompagnato dall'avvocato francese Daniel Voguet, e finì di scontare la pena (sotto forma di reclusione, e, in seguito, di lavoro esterno e successivamente semi-libertà tra Rebibbia e la casa che abitava con la filosofa francese Judith Revel, incontrata a Parigi negli anni 1990 e poi diventata sua moglie, a Trastevere) nella primavera del 2003. «Sto riprendendo il mio lavoro politico - disse, e - con il mio ritorno, vorrei dare una spinta alla generazione che è stata emarginata dalle leggi anti-terrorismo degli anni Settanta in modo che ancora partecipi alla vita pubblica e democratica».
A proposito delle indagini sulla sua persona, il 3 maggio 2003 - durante la trasmissione di LA7 L'infedele - riferì che quando era a Parigi l'allora Presidente del Consiglio e segretario del PSI Bettino Craxi (deceduto nel 2000) gli avrebbe fatto sapere che "i servizi stavano architettando qualcosa su di me, consigliandomi di essere cauto. Per questo ancora gli sono grato". Nella stessa trasmissione solidarizzò con l'"avversario politico" Silvio Berlusconi, accusando la magistratura italiana di esercitare uno spropositato potere politico, allo stesso modo in cui lo avrebbe fatto negli anni Settanta con l'Autonomia Operaia. Nel 2004 Libération pubblicò un appello dello stesso Negri e Nanni Balestrini che, dato anche il caso di Cesare Battisti, domandava al governo italiano un'amnistia generalizzata per gli ex terroristi.
Nel 2005 espresse il suo assenso nei confronti della Costituzione Europea, posta in quel momento al vaglio dell'elettorato francese. Questo scatenò un'accesa polemica, nella quale Negri venne accusato di un cedimento rispetto alle sue aspirazioni rivoluzionarie e di essere diventato "liberal-realista"; Negri replicò autodefinendosi un "rivoluzionario-realista". Sempre lo stesso anno fu annullato il suo discorso ad una conferenza all'Università di Sydney dopo che dei media di proprietà di Rupert Murdoch lo presentarono come "apologeta del terrorismo" e attaccarono l'Università per l'invito. Relata all'annullamento si presentò una controversia locale tra chi opinava come causa d'esso la censura e chi una malattia. Il suo libro intitolato Goodbye Mr Socialism (2006), partendo dal 1989 analizza lo stato di salute e il destino delle sinistre oggi.
Il presidente venezuelano Hugo Chávez, ne lesse i primi libri fin dalla metà degli anni novanta e, secondo quanto riportato in un articolo di Panorama, esso sarebbe «uno dei suoi numi tutelari». La voce che voleva Negri consulente di Chavez era totalmente infondata, ama dovuta alle dichiarazioni espresse dallo stesso Chavez: nel suo libro Understanding the Venezuelan Revolution: Hugo Chavez Talks to Marta Harnecker, Chavez ricorda le sue letture dei testi di Negri mentre era rinchiuso in prigione a seguito del suo fallito golpe del 1992. Successivamente Negri lo accuserà di citarlo a sproposito e di porre freni al cammino verso l'autonomia operaia intrapreso da Lula, da Néstor Kirchner e da Michelle Bachelet. Il 15 agosto 2007 Toni Negri si è trovato, per puro caso a Caracas - tornava da un soggiorno in Bolivia dove era stato invitato da Evo Morales - mentre il presidente Chávez illustrava i cambiamenti della Costituzione. Nel 2011 per problemi con il visto rinuncerà al viaggio in Giappone per una serie di conferenze all'International House, alle università di Tokyo, di Kyoto e di Kobe. Il visto gli fu successivamente rilasciato e, nell'aprile 2013, effettuerà il ciclo previsto inizialmente di all'International House a Tokyo, e a Kyoto.
Nel 2009 è pubblicato il libro Commonwealth, scritto assieme a Michael Hardt, che conclude la trilogia avviata con Impero e Moltitudine e che verte attorno all'analisi dell'autonomia del soggetto produttivo, del soggetto resistente e della riappropriazione del "comune" (concetto, quello del "comune", trattato anche in Good bye Mr. Socialism). Negli ultimi anni si è dedicato anche alla drammaturgia scrivendo e pubblicando opere teatrali messe in scena in Francia (Theatre National de la Colline, Festival d'Avignon, TGP-Saint Denis, La Comédie de Reims, Théâtre de l'Odéon) e in Svizzera (Théâtre Vidy, Lausanne). Ha aderito al progetto UniNomade, «una rete di ricercatori, accademici, studenti e attivisti di movimento che dal 2004 ha iniziato un percorso possibile di ricomposizione delle intelligenze critiche attorno a un desiderio comune: quello di costruire un dispositivo di autoformazione e di dibattito pubblico mettendo a tema i concetti, i linguaggi e le categorie che le esperienze teoriche e pratiche dei movimenti hanno espresso in questi ultimi anni». Dopo la chiusura di UniNomade nel 2013, dà vita al progetto  EuroNomade., un progetto politico e di ricerca che «guarda all'Europa da questo punto di vista globale, registra la “provincializzazione dell'Europa” – la possibilità inaudita che dopo cinque secoli il sistema mondo capitalistico non abbia più un centro non solo europeo ma neppure “occidentale” – e si propone di esplorare le potenzialità e i rischi che ciò comporta. Al tempo stesso insiste sulla necessità di domandarsi quali sono queste potenzialità e questi rischi non solo a livello globale, ma anche in Europa. E intende proporre una serie di riflessioni a partire dalla convinzione che in questa parte del mondo non vi sia la possibilità di reinventare una politica della liberazione negli spazi nazionali. L'Europa come spazio immediato dell'azione politica: sarà uno dei temi centrali del nostro lavoro. Un'Europa da inventare dunque».
Il 4 ottobre 2016 l'Ufficio di presidenza della Camera gli ha revocato il vitalizio, di cui fino a questa data aveva goduto come ex parlamentare essendo condannato in via definitiva per reati che prevedono «pene superiori a due anni di reclusione per delitti non colposi, consumati o tentati, per i quali sia prevista la reclusione fino ad un massimo di sei anni».
L'evoluzione del suo pensiero filosofico lo porta ad apprezzare alcuni degli effetti della globalizzazione sui paesi più poveri. L'intellettuale rileva:
"Io penso che la globalizzazione sia stata in effetti qualcosa di estremamente importante per i popoli del terzo mondo. Sono stati milioni e milioni di persone che sono state attraverso la globalizzazione dei mercati tirati fuori dalla miseria. E io credo che anche l'occidente ci abbia guadagnato molto. Il rovesciamento può darsi consista in un'altra cosa. Che l'occidente che ha determinato la globalizzazione oggi non riesce più a dominarla. Ed è questo il grande problema che è sollevato dall'elezione di Trump. Gli Stati Uniti si credevano imperiali ed invece hanno perso la battaglia del comando sulla globalizzazione"
Negli ultimi anni, oltre a cinque volumi in lingua inglese di una collana interamente dedicata alla raccolta di testi suoi di scienza politica e di filosofia (editi da Polity Press), Negri ha pubblicato tre volumi di un'autobiografia che ripercorre la sua "vita da comunista" (Storia di un comunista, Ponte alle Grazie). I tre volumi sono stati tradotti in numerose lingue straniere.
Judith Revel, sua moglie, ha annunciato che Negri è deceduto a Parigi il 16 dicembre 2023.  Aveva 90 anni. I suoi archivi sono stati donati all'IMEC, un centro di ricerca che possiede anche gli archivi di altri intellettuali, artisti e editori del Novecento.

## ImperoeMoltitudine
Negri ha acquisito notorietà internazionale nei primi anni 2000, grazie al libro Impero, scritto con l'ex allievo Hardt, divenuto uno dei manifesti del cosiddetto "movimento no global". Nel dicembre del 2001 - a pochi mesi dagli attentati dell'11 settembre 2001 e dall'inizio della cosiddetta "guerra al terrorismo" - il settimanale Time inserì Antonio Negri tra "le sette personalità che stanno sviluppando idee innovative in diversi campi della vita moderna". Il motivo di questa scelta risiedeva nell'enorme successo mondiale del saggio di Negri Impero e dalle recensioni di molte testate giornalistiche mondiali che segnalarono il libro come un testo fondamentale nell'analisi della globalizzazione e della storia economica e sociale contemporanea. Definito da alcuni il nuovo "libretto rosso" di diversi movimenti no-war, no-global od alter-mondialisti nati a partire dalla rivolta di Seattle del 1999, questo testo ha suscitato un grande dibattito teorico: Fredric Jameson, docente emerito di letteratura comparata alla Duke University, citato da Le Monde definì Impero "la prima grande sintesi teorica del nuovo millennio".
A Impero fece seguito nel 2004 la pubblicazione di Moltitudine dove, dopo lo studio delle dinamiche globali affrontate in Impero si passa all'analisi dei soggetti sociali in grado di costruire una "democrazia globale" in alternativa alla catastrofe, anche ecologica, causata dal dominio economico e bellico dell'Impero. Infine nel 2006 lo studio di tali dinamiche venne integrato da un nuovo saggio, Movimenti nell'impero. Paesaggi di passaggio. In questi studi gli autori delineano lo svilupparsi di nuova forma di sovranità globale, derivante dalla crisi degli stati-nazione moderni, e che chiamano, appunto, Impero, sottolineandone la differenza con l'imperialismo visto come una delle fasi storiche dello sviluppo e del passaggio della sovranità degli stati-nazione ad una "nuova forma di sovranità globale". L'Impero è l'entità sovranazionale caratterizzata e fondata su uno stato di perenne crisi, in cui i conflitti interni - tra gli stessi soggetti multinazionali capitalistici - sono regolati dalla guerra che è anche meccanismo produttivo e normativo.
L'Impero serve a garantire la sopravvivenza dell'economia neoliberista, fondata sulla sussunzione delle risorse umane e materiali del pianeta e sulla espropriazione della ricchezza socialmente prodotta, produzione di tipo postfordista in cui l'egemonia produttiva è delle forze-lavoro intellettuali e immateriali, a differenza del ciclo fordista precedente in cui erano predominanti quelle materiali. In questo contesto la categoria marxista di proletariato non coincide più con la sola classe operaia, ma si estende a tutte le fasce sociali soggette alle forze dominanti dell'Impero e della nuova "produzione biopolitica". Solo la "moltitudine" - termine con cui gli autori definiscono la miriade di soggetti sociali sottoposti alle forze dominanti -, in quanto "globale" al pari delle forze agenti nell'Impero, sarebbe in grado di abbatterlo sostituendo una reale democrazia globale alle sue forme di governo, sì globali ma organizzate in una forma costituzionale piramidale, formata da matrici e strati di cui fanno parte gli stati-nazione riuniti nel G8, la WTO, la Banca Mondiale, i club di Parigi, Davos, Londra, le multinazionali, ma anche altri stati-nazione e molte ONG.

In questo scenario la guerra stessa si trasforma: non più conflitto dichiarato tra differenti stati-nazione e strumento per la salvaguardia e l'estensione di interessi imperialistici di una sola nazione, ma guerra globale permanente, caratterizzata dall'ossimoro dell'emergenza come norma necessaria a gestire globalmente i flussi di materie prime, delle merci, dei capitali e, ovviamente, delle persone. Quindi gestione policentrica di conflitti regionali, guerra asimmetrica, attività di repressione poliziesca, controllo delle frontiere, guerra al terrorismo: tutte attività considerate specificazioni del medesimo conflitto globale permanente. Il senatore a vita Francesco Cossiga, che insieme a Negri frequentava l'Azione Cattolica, ricevette da lui una copia con dedica quando il libro uscì negli USA e partecipò alla presentazione del libro al Piccolo Eliseo di Roma. In un'intervista fattagli da Michele Brambilla, in rapporto al testo, disse: 

## Critiche
Personaggio controverso, Negri è stato oggetto di numerose critiche.
Lauso Zagato, in un'intervista del 2001, definì Negri una «persona che aveva una grande capacità mimetica», con «una pazienza di infiltrarsi e di capire gli atteggiamenti» inverosimile per un individuo come lui, a differenza di Guido Bianchini per il quale erano cose spontanee e naturali. Sul finire degli anni settanta, Lea Melandri lo descrisse in un suo articolo come un maschilista.
Romano Alquati, in un'intervista del dicembre 2000, narrando del viaggio che compì con Negri e Bonomi verso l'ambasciata cinese a Berna, disse che erano «[...] senza una lira in tasca [...]» ma specificò che «magari Toni l'aveva, ma faceva finta di non averla». Paolo Ungari, in un'intervista di Elsa Romeo, disse che Negri «appartiene in realtà alla classe dirigente cattolica» e che «all'ora delle Br, senza essere Br, [Negri] volle essere uno dei capi della Rivoluzione in corso che giudicava sicuramente vittoriosa, e compiere alcuni gesti esemplari per legittimare questa sua aspirazione di potere. Un potere alla Suslov, intendiamoci. Ma intanto il sangue di uno dei colleghi della mia facoltà, Ventura, è corso per questo; così quello di altri colleghi in quegli anni [...]».
Giorgio Bocca dedicò a Negri una stroncatura decisissima, politica e probabilmente anche umana, ne Il provinciale: settant'anni di vita italiana, descrivendolo fra l'altro come «un narciso dal cervello sottile e febbricitante, di quelli che usano una forte memoria solo per soccorrere i loro trucchi». Massimo Cacciari, in un'intervista del 2009, lo definì invece «uno dei più importanti filosofi italiani ed europei». Un'altra stroncatura pesantissima venne da Costanzo Preve che, sottoponendo ad analisi critica i fondamenti strutturali stessi della sua elaborazione filosofica, evidenziò come il suo pensiero - da lui definito una sorta di «nuovo anarchismo post-moderno della classe media globale» - cadrebbe in gravi contraddizioni logiche che ne minerebbero la riconducibilità sostanziale agli stessi principi che proclama, affermando che fosse «inconsapevolmente un liberale travestito da comunista estremista».
Mario Boneschi presentò Negri come uno di quegli intellettuali borghesi «insediati nella vita borghese» "godenti" «della protezione, della stabilità, della cattedra, garantita da quel sistema di libertà borghesi che essi tanto dispregiano».
Per Boneschi dunque vi sarebbe tra lui e quel «tipo di intellettuale», per il quale non nutrirebbe «alcuna simpatia», un «abisso di concezione», poiché a differenza di quest'ultimo lui "segue" «il concetto di Carlo Cattaneo, che le rivoluzioni non si fanno e quindi non si predicano. Esse avvengono. Vero rivoluzionario è colui che si limita ad analizzare le caratteristiche della società che rifiuta ma che non predica violenza e rivolta».
Per Domenico Losurdo l'approccio di Negri ed Hardt allo Stato nazione - ossia il loro presentare che «nel momento in cui la nazione inizia a formarsi e diviene uno Stato sovrano vengono meno le sue funzioni progressiste» - è una «manifestazione di populismo» (per Gianni Vattimo «populismo "sessantottino"») poiché delegittima le lotte di liberazione dagli Stati colonialisti e presenta un culto del ribelle che «si configura come celebrazione della sua impotenza a realizzare e governare un nuovo ordinamento politico-sociale»: «l'eccellenza morale risiede nell'oppresso che si ribella e in colui che offre aiuto all'oppresso e ribelle; ma quest'ultimo, una volta conquistato il potere, cessa di essere oppresso e ribelle e smarrisce la sua eccellenza morale; e in grave difficoltà viene a trovarsi anche colui che solo prestando aiuto all'oppresso e ribelle riesce a godere della sua eccellenza morale. È la dialettica già analizzata da Hegel a proposito del comandamento cristiano che impone di soccorrere i poveri e che chiaramente presuppone la permanenza della povertà.».
Yann Moulier-Boutang definì Impero «un libro importante» ma programmaticamente e strategicamente carente, specialmente se relato all'Europa, e limitato alle proposte del reddito garantito e della cittadinanza universale. Vi sono voci di critica a Negri "da sinistra", che lo attaccano in particolare per la sua tesi secondo cui la classica categoria marxista-leninista dell'imperialismo sarebbe inadeguata per il presente, specialmente in merito alla politica estera statunitense.
Vi sono anche critiche di parte progressista-neoliberista, come dimostrato da una lunga recensione di Francis Fukuyama a Moltitudine apparsa sul New York Times in cui l'economista e filosofo statunitense della cosiddetta "fine della storia", pur criticando l'impostazione marxista ed egualitarista di Negri e Hardt, ammette che la loro problematizzazione della governance globale sia indubbiamente reale.
Da destra, nota è la dura opposizione fatta a Negri, alla sua persona e alla sua attività di militanza politica, da parte di Indro Montanelli, che si scagliò contro i cosiddetti «cattivi maestri», affermando nel 1995 che essi erano da «impiccare», e criticando fortemente il fatto che Negri fosse scappato in Francia anziché andare in carcere. Montanelli ebbe con lui uno scambio epistolare durante la latitanza francese del filosofo, ribadendogli le sue accuse, definendolo inoltre «un esemplare umano di bassa lega».

## Opere
- Stato e diritto nel giovane Hegel. Studio sulla genesi illuministica della filosofia giuridica e politica di Hegel, Padova, Cedam, 1958.
- Saggi sullo storicismo tedesco. Dilthey e Meinecke, Milano, Feltrinelli, 1959.
- Alle origini del formalismo giuridico. Studio sul problema della forma in Kant e nei giuristi kantiani tra il 1789 e il 1802, Padova, Cedam, 1962.
- Curatela di Georg Wilhelm Friedrich Hegel, Scritti di filosofia del diritto. 1802-1803, Bari, Laterza, 1962.
- Alcune riflessioni sullo stato dei partiti, Padova, Tip. poligrafica moderna, 1963.
- Crisi dello Stato-piano. Comunismo e organizzazione rivoluzionaria, Milano, Feltrinelli, 1974.
- Ideali e realizzazioni d'integrazione europea, con Carlo Ghisalberti e Jean Charpentier, Milano, Giuffrè, 1967.
- Studi su Max Weber, in Annuario bibliografico di filosofia del diritto, I, Milano, Giuffrè, 1967,  pp. 428-459.
- Problemi di storia dello Stato moderno. Francia 1610-1650, in "Rivista critica di storia della filosofia", fasc. 2 (1967), pp. 183–220.
- La teoria capitalistica dello stato nel '29, John M. Keynes, in "Contropiano", a. 1, n. 1, gen.-apr. 1968.
- Marx sul ciclo e la crisi. Note, in "Contropiano", a. 1, n. 2, maggio 1968.
- Descartes politico o della ragionevole ideologia, Milano, Feltrinelli, 1970.
- Rileggendo Hegel, filosofo del diritto, in Incidenza di Hegel. Studi raccolti in occasione del secondo centenario della nascita del filosofo, a cura di Fulvio Tessitore, Napoli, Morano, 1970.
- Enciclopedia Feltrinelli Fischer, XXVII, Scienze politiche 1. (Stato e politica), Milano, Feltrinelli, 1970.
- Crisi e organizzazione operaia, con Sergio Bologna e Paolo Carpignano, Milano, Feltrinelli, 1974.
- Partito operaio contro il lavoro, in Sergio Bologna, Paolo Carpignano, Antonio Negri, Crisi e organizzazione operaia, Milano, Feltrinelli, 1974, pp. 99–160.
- Proletari e Stato. Per una discussione su autonomia operaia e compromesso storico, Milano, Feltrinelli, 1976.
- La fabbrica della strategia. 33 lezioni su Lenin, Padova, Cooperativa libraria editrice degli studenti di Padova-Collettivo editoriale librirossi, 1976.
- La forma Stato. Per la critica dell'economia politica della Costituzione, Milano, Feltrinelli, 1977.
- Materiale sul problema dello stato e sul rapporto fra democrazia e socialismo, con Riccardo Guastini, Ugo Rescigno, Emilio Agazzi, Milano, Unicopli-Cuem, 1977.
- Il dominio e il sabotaggio. Sul metodo marxista della trasformazione sociale, Milano, Feltrinelli, 1978.
- (FR) La classe ouvriere contre l'etat, traduzione di Pierre Rival e Yann Moulier Boutang, Paris, Editions Galilée, 1978.
- Manifattura, società borghese, ideologia. [Una famosa polemica sul rapporto struttura-sovrastruttura], con Franz Borkenau e Henryk Grossmann, Roma, Savelli, 1978.
- Marx oltre Marx. Quaderno di lavoro sui Grundrisse, Milano, Feltrinelli, 1979.
- Dall'operaio massa all'operaio sociale. Intervista sull'operaismo, a cura di Paolo Pozzi e Roberta Tommasini, Milano, Multhipla, 1979.
- Il comunismo e la guerra, Milano, Feltrinelli, 1980.
- Politica di classe: il motore e la forma. Le cinque campagne oggi. Milano, Machina Libri, 1980.
- L'anomalia selvaggia. Saggio su potere e potenza in Baruch Spinoza, Milano, Feltrinelli, 1981.
- Macchina tempo. Rompicapi, liberazione, costituzione, Milano, Feltrinelli, 1982.
- Pipe-line. Lettere da Rebibbia, Torino, Einaudi, 1983. ISBN 88-06-05576-3.
- (FR) Italie rouge et noire. Journal, février 1983-novembre 1983, traduzione di Yann Moulier Boutang, prefazione di Bernard-Henri Lévy, Paris, Hachette, ISBN 2-01-010830-2.

Diario di un'evasione, Cremona, Pizzoni, 1985.
- Les nouveaux espaces de liberté, con Félix Guattari, Gourdon, Bedou, 1985.

Le verità nomadi. Per nuovi spazi di libertà, con Félix Guattari, Roma, Pellicani, 1989.
- Fabbriche del soggetto.. Profili, protesi, transiti, macchine, paradossi, passaggi, sovversione, sistemi, potenze: appunti per un dispositivo ontologico, in "XXI secolo. Bimestrale di politica e cultura", n. 1, sett.-ott.1987.
- Lenta ginestra. Saggio sull'ontologia di Giacomo Leopardi, Milano, SugarCo, 1987.
- Fine secolo. Un manifesto per l'operaio sociale. Milano, SugarCo, 1988.
- Arte e multitudo. Sette lettere del dicembre 1988, Milano, Politi, 1990. ISBN 88-7816-025-3.
- Il lavoro di Giobbe. Il famoso testo biblico come parabola del lavoro umano, Milano, SugarCo, 1990. ISBN 88-7198-013-1.
- Il potere costituente. Saggio sulle alternative del moderno, Carnago, SugarCo, 1992. ISBN 88-7198-179-0.
- Spinoza sovversivo. Variazioni (in)attuali, introduzione di Emilia Giancotti, Roma, Pellicani, 1992.
- Il lavoro di Dioniso. Per la critica dello Stato postmoderno, con Michael Hardt, Roma, Manifestolibri, 1995. ISBN 88-7285-077-0.
- L'inverno è finito. Scritti sulla trasformazione negata, 1989-1995, a cura di Giuseppe Caccia, Roma, Castelvecchi, 1996. ISBN 88-86232-63-2.
- Le bassin de travail immateriel (BTI) dans la metropole parisienne, con Antonella Corsani e Maurizio Lazzarato, Paris, l'Harmattan, 1996. ISBN 2738442285.
- I libri del rogo, Roma, Castelvecchi, 1997, ISBN 88-8210-024-3. [Contiene: Crisi dello Stato-piano; Partito operaio contro il lavoro; Proletari e Stato; Per la critica della costituzione materiale; Il dominio e il sabotaggio]
- La costituzione del tempo. Prolegomeni. Orologi del capitale e liberazione comunista, Roma, Manifestolibri, 1997. ISBN 88-7285-136-X.
- Spinoza, introduzioni di Gilles Deleuze, Pierre Macherey e Alexandre Matheron, Roma, DeriveApprodi, 1998. ISBN 88-87423-09-1. (Contiene: L'anomalia selvaggia; Spinoza sovversivo; Democrazia ed eternità in Spinoza)
- Sogni Incubi Visioni. Politica e conflitti nella crisi della società del lavoro, con Michael Hardt e Damiano Palano, Milano, Lineacoop, 1999.
- La sovversione. Colloquio di Annamaria Guadagni con Toni Negri, Roma, Liberal, 1999.
- Kairòs, alma venus, multitudo. Nove lezioni impartite a me stesso, Roma, Manifestolibri, 2000. ISBN 88-7285-230-7.
- Desiderio del mostro. Dal circo al laboratorio alla politica, a cura di e con Ubaldo Fadini e Charles T. Wolfe, Roma, Il manifesto, 2001. ISBN 88-7285-151-3.
- Impero. Il nuovo ordine della globalizzazione, con Michael Hardt, Milano, Rizzoli, 2002. ISBN 88-17-86952-X.
- Europa politica. [Ragioni di una necessità], a cura di e con Heidrun Friese e Peter Wagner, Roma, Manifestolibri, 2002. ISBN 88-7285-265-X.
- Luciano Ferrari Bravo ritratto di un cattivo maestro. Con alcuni cenni sulla sua epoca, Roma, Manifestolibri, 2003. ISBN 88-7285-290-0.
- L'Europa e l'impero. Riflessioni su un processo costituente, Roma, Manifestolibri, 2003. ISBN 88-7285-352-4.
- Cinque lezioni di metodo su moltitudine e impero, Soveria Mannelli, Rubbettino, 2003. ISBN 88-498-0563-2.
- Il ritorno. Quasi un'autobiografia, conversazione con Anne Dufourmantelle, Milano, Rizzoli, 2003. ISBN 88-17-87242-3.
- Guide. Cinque lezioni su impero e dintorni, con contributi di Michael Hardt e Danilo Zolo, Milano, Cortina, 2003. ISBN 88-7078-823-7.
- Moltitudine. Guerra e democrazia nel nuovo ordine imperiale, con Michael Hardt, Milano, Rizzoli, 2004. ISBN 88-17-00200-3.
- La differenza italiana, Roma, Nottetempo, 2005. ISBN 88-7452-049-2.
- Movimenti nell'impero. Passaggi e paesaggi, Milano, Cortina, 2006. ISBN 88-7078-995-0.
- Global. Biopotere e lotte in America Latina, con Giuseppe Cocco, Roma, Manifestolibri, 2006. ISBN 88-7285-436-9.
- Goodbye Mr Socialism, a cura di Raf Valvola Scelsi, Milano, Feltrinelli, 2006. ISBN 88-07-71025-0.
- Settanta, con Raffaella Battaglini, Roma, DeriveApprodi, 2007. ISBN 978-88-89969-31-1.
- Fabbrica di porcellana. Per una nuova grammatica politica, Milano, Feltrinelli, 2008. ISBN 978-88-07-10435-0.
- Dalla fabbrica alla metropoli. Saggi politici, Roma, Datanews, 2008. ISBN 978-88-7981-335-8.
- Il lavoro nella Costituzione e una conversazione con Adelino Zanini, Verona, Ombre Corte, 2009. ISBN 978-88-95366-47-0.
- Dentro/contro il diritto sovrano. Dallo Stato dei partiti ai movimenti della governance, a cura di Giuseppe Allegri, Verona, Ombre Corte, 2009. ISBN 978-88-95366-69-2.
- Comune. Oltre il privato ed il pubblico, con Michael Hardt, Milano, Rizzoli, 2010. ISBN 978-88-17-03841-6.
- Inventare il comune, Roma, DeriveApprodi, 2012. ISBN 978-88-6548-032-8.
- Il comune in rivolta. Sul potere costituente delle lotte, Verona, Ombre Corte, 2012. ISBN 978-88-97522-18-8.
- Questo non è un Manifesto, con Michael Hardt, Milano, Feltrinelli, 2012. ISBN 978-88-07-17246-5.
- Spinoza e noi, Milano-Udine, Mimesis, 2012. ISBN 978-88-575-1200-6.
- Fabbriche del soggetto. Archivio 1981-1987, e una conversazione con Mimmo Sersante, Verona, Ombre corte, 2013. ISBN 978-88-97522-56-0.
- Arte e multitudo (a cura di Nicolas Martino), Roma, DeriveApprodi, 2014 - ISBN 978-88-6548-095-3
- Storia di un comunista, a cura di Girolamo De Michele, Milano, Ponte alle Grazie, 2015. ISBN 978-88-6833-220-4.
- Galera ed esilio. Storia di un comunista, a cura di Girolamo De Michele, Milano, Ponte alle Grazie, 2017. ISBN 978-88-6833-800-8.
- Assemblea, con Michael Hardt, Milano, Ponte alle Grazie, 2018. ISBN 978-88-333-1064-0.
- Da Genova a domani. Storia di un comunista, a cura di Girolamo De Michele, Milano, Ponte alle Grazie, 2020. ISBN 978-88-6833-801-5
- In viaggio immobile. Cronache per la «Folha de S.Paolo», a cura di Clara Mogno, Bologna, DeriveApprodi, 2024. ISBN 978-88-6548-519-4

## Contributi
- 1963:  con Vittorio Rieser, Chimici: dalla lotta sindacale alla lotta politica, in Quaderni Rossi — Cronache Operaie, unico in attesa di autorizzazione, Padova, Marsilio, 15 luglio.
- 1964: Alcune riflessioni sullo “stato dei partiti”. Milano, Giuffrè (Estr. da: Rivista trimestrale di diritto pubblico)
- 1964-1967: in Classe Operaia [l'attribuzione dei testi dai titoli affiancati da "[c.]" è congetturale[195]]:
  - 1964 (anno 1):
    - in  Lenin in Inghilterra, n. 1, Padova, Marsilio, gennaio.
      -  con Paolo Donati e Claudio Greppi, Tessili e chimici una sola battaglia ([c.]).
      -  con Luciano Ferrari-Bravo, Verso la nuova programmazione ([c.]).
      -  con Massimo Cacciari, I comitati di classe di Porto Marghera ([c.]).

    - in  Operai senza alleati, n. 3, Padova, Marsilio, marzo.
      - Operai senza alleati
      -  con Gildo Zanchi, Il porto e la fabbrica ([c.]).

    - in  Sui sindacati, n. 4-5, Padova, Marsilio, maggio.
      -  con Giorgio Pedrocco, Chimici: Porto Marghera.

    - in  Intervento politico nelle lotte, 6 (anno 1), Padova, Marsilio, giugno.
      -  con Luciano B. Ferrara: Ferrari-Bravo, Porto Marghera: proposte per l'agitazione.

    - in  1905 in Italia, n. 8-9, Padova, Marsilio, settembre.
      -  con Rita di Leo, Gli operai nel P.C.I..

    - in  Sul partito, n. 10-12, Padova, Marsilio, dicembre.
      -  con Getullio Talpo, Un esempio: Porto Marghera ([c.]).

  - 1965 (anno 2): 
    - in  La risposta operaia c'è, n. 1, Padova, Marsilio, s.d. [ma gennaio-febbraio].
      - Lenin e i soviet nella rivoluzione

  - 1966-67 (anno 3): 
    - in  Fronte unico contro la socialdemocrazia, n. 1, Firenze, Tipografia Tipocolor, maggio 1966.
      - DC e socialdemocratici. Due proposte di gestione del sistema

    - in  ClassePartitoClasse, n. 3, Firenze, Tipografia Tipocolor, marzo 1967.
      - Cronache del ceto politico
- 1968: in  Contropiano. Materiali marxisti, Roma, La Nuova Italia, 1968.
  -  La teoria capitalistica nel '29: John M. Keynes e Lotte e stato nel nuovo gius-sindacalismo, n. 1.
  -  Marx sul ciclo e la crisi, n. 2, maggio.
- 1970: Scienze politiche 1, Stato e politica. Milano, Feltrinelli (Fa parte di Enciclopedia Feltrinelli Fischer)
- 1972:  Operai e stato: lotte operaie e riforma dello stato capitalistico tra rivoluzione d'Ottobre e New Deal, con Sergio Bologna, G. P. Rawick, M. Gobbini, Luciano Ferrari Bravo, F. Gambino, Milano, Feltrinelli. (Seminario tenuto nel dicembre 1967 all'università di Padova, presso l'Istituto di scienze politiche e sociali)
- 1973: Prefazione in Libertà e proprietà alle origini del pensiero borghese. La teoria dell'individualismo possessivo da Hobbes a Locke di Crawford Brough Macpherson, Istituto editoriale internazionale - Arnoldo Mondadori editore, Milano.
- 1974: Rileggendo Pašukanis: note di discussione, in Critica del diritto, anno I, n. 1, pp. 90–119
- 1975:  Ambiguità di Panzieri? (PDF), in Fascicolo speciale Raniero Panzieri e i «Quaderni Rossi», n. 149/150, Milano, aut aut,  pp. 141-155. URL consultato il 1º ottobre 2013.
- 1978:  Irrazionalismo, neokantismo, storicismo e neopositivismo in Germania. Fenomenologia ed esistenzialismo: Husserl ed Heidegger. Lukács e la genesi del marxismo occidentale. Hartmann. La filosofia tedesca del dopoguerra., in Storia della Filosofia, diretta da Mario Dal Pra, vol. 10, Milano, Vallardi Editore. URL consultato il 24 giugno 2014 (archiviato dall'url originale il 27 agosto 2014).
- 2008: Note su porto Marghera, Ascoli Piceno, questipiccoli
- 2008: Il sorriso dello spettro, in J. Derrida e altri, Marx & Sons. Politica, spettralità, decostruzione, Mimesis, Milano 2008.
- 2008: In Praise of the Common: A Conversation on Philosophy and Politics, (con Cesare Casarino), University Of Minnesota Press
- 2008: Evangelicals and Empire: Christian Alternatives to the Political Status Quo, postfazione (con Michael Hardt), Brazos Press
- 2009: Prefazione in Quinto: Uccidi il padre e la madre di Jerry Rubin, Mimesis, ISBN 978-88-8483-868-1
- 2012: Il diritto del comune. Crisi della sovranità, proprietà e nuovi poteri costituenti, (con Giuseppe Allegri, Adalgiso Amendola, Alessandro Arienzo, Michael Blecher, Mauro Bussani, Pasquale Femia, Ugo Mattei, Gunther Teubner), a cura di Sandro Chignola, Verona, Ombre Corte, ISBN 978-88-97522-31-7
- 2014:  Giuseppe Allegri e Giuseppe Bronzini (a cura di), Ventotene per una irata rivoluzione europea, in Ventotene. Un manifesto per un futuro, Marco Bascetta e Simona Bonsignori (progetto a cura di), Roma, manifestolibri, ISBN 978-88-7285-780-9.

## Filmografia
- (FR) Pierre-André Boutang e Annie Chevallay, Toni Negri, des années de plomb à l'empire, Éditions Montparnasse, 2004.
- Alexandra Weitz e Andreas Pichler, Toni Negri - L'eterna rivolta, MIR Cinematografica, 2008.
- Angela Melitopoulos, The cell. Antonio Negri, Barcellona, Actar, 2006, ISBN 978-84-96540-89-7.
- Nel 2011 compare in una intervista nel documentario Marx Reloaded diretto da Jason Barker.